# Poudlard
Vous lisez un « bon article » labellisé en 2009.
Poudlard (Hogwarts en version originale) est une école fictive créée par J. K. Rowling pour l'univers de la suite romanesque Harry Potter.
Dans l'univers de Harry Potter, Poudlard est un pensionnat pour jeunes sorcières et sorciers dirigé principalement par Albus Dumbledore, considéré comme le plus grand sorcier de sa génération. Le directeur enseigne à ses élèves la valeur du courage, de l'amitié, de la justice et de la vérité par son attitude et ses discours.
Le bâtiment, situé sur les collines d'Écosse, est invisible et inaccessible aux Moldus (personnes dépourvues de pouvoirs magiques) grâce à divers sortilèges. Il possède sept étages et plusieurs hautes tours, ainsi qu'un grand parc comprenant un lac, une forêt et plusieurs serres à des fins botaniques. Outre ses nombreuses salles de classes, dans lesquelles des cours de sortilèges, de potions, de métamorphose, d'histoire de la magie ou encore de défense contre les forces du Mal sont dispensés par des sorciers qualifiés, le château de Poudlard regorge de pièces étranges, comme la Grande salle et son plafond magique, les salles communes, la grande bibliothèque, la mystérieuse Salle sur demande ou encore la légendaire Chambre des secrets. Un grand nombre de passages dissimulés, d'escaliers et de portraits de peinture mouvants rendent l'établissement assez mystérieux, voire quelquefois potentiellement dangereux pour des élèves ne respectant pas le règlement.
Depuis plus de mille ans, les élèves y sont répartis dès leur arrivée par le Choixpeau magique dans différentes maisons portant le nom des quatre fondateurs de l'école : Gryffondor, Poufsouffle, Serdaigle et Serpentard, et qui requièrent pour chacune d'entre elles des qualités d'esprit spécifiques. Durant la scolarité de Harry Potter, les principaux directeurs de maison sont les professeurs McGonagall, Chourave, Flitwick et Rogue.
La scolarité d'un élève se déroule sur sept années, en principe à partir de l'âge de onze ans. L'action de la saga Harry Potter se déroulant essentiellement au sein de l'établissement, chaque roman équivaut à une année scolaire. Le septième livre est l'exception, les trois personnages principaux ayant quitté l'école après leur sixième année pour partir à la recherche des horcruxes.
Poudlard apparaît également dans la série de films Les Animaux fantastiques, écrite par J. K. Rowling, dont les premiers épisodes se déroulent une soixantaine d'années avant l'histoire de Harry Potter. Albus Dumbledore y est alors simple enseignant.

## Histoire

### Idée initiale et inspirations
Dès les prémices de Harry Potter en 1990, J. K. Rowling visualise une saga en sept tomes, chaque tome — à l'exception du dernier — relatant une année passée à l'école de sorcellerie Poudlard. Dans une entrevue avec Lindsey Fraser en 2000, Rowling indique que Poudlard a été la première chose sur laquelle elle s'est concentrée le jour où elle a eu l'idée du personnage de Harry Potter. Elle imaginait alors un endroit « dangereux où règne l'ordre », situé dans un endroit isolé, et probablement en Écosse (en hommage au lieu de mariage de ses parents).

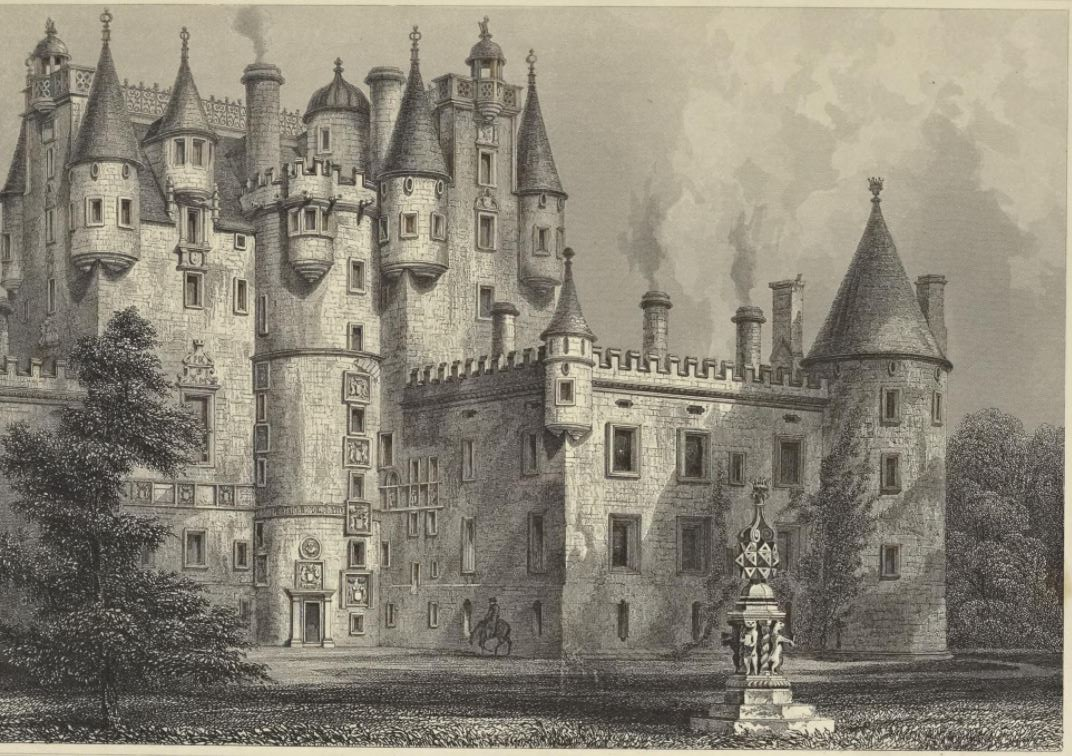
Le château de Glamis (ici représenté en 1852) pourrait avoir inspiré J. K. Rowling.

J. K. Rowling affirme n'avoir jamais vu de château existant pouvant être comparé à celui de Poudlard ou ayant pu l'inspirer, même si elle admet en 2000 pouvoir « [expliquer] beaucoup de choses » en repensant à son environnement de jeunesse proche de la ville de Chepstow (dominée par un château en ruine au sommet d'une falaise). La réalisatrice Kareen Perrin Debock, qui consacre en 2017 un épisode d'Invitation au voyage à « L’Écosse fantastique de Harry Potter », pense que l'auteure aurait également pu être inspirée par le château de Glamis et ses fantômes ; par le château d'Édimbourg, situé en face du café où elle prenait l'habitude de s'installer pour écrire, ou encore par le pensionnat de Gordonstoun.

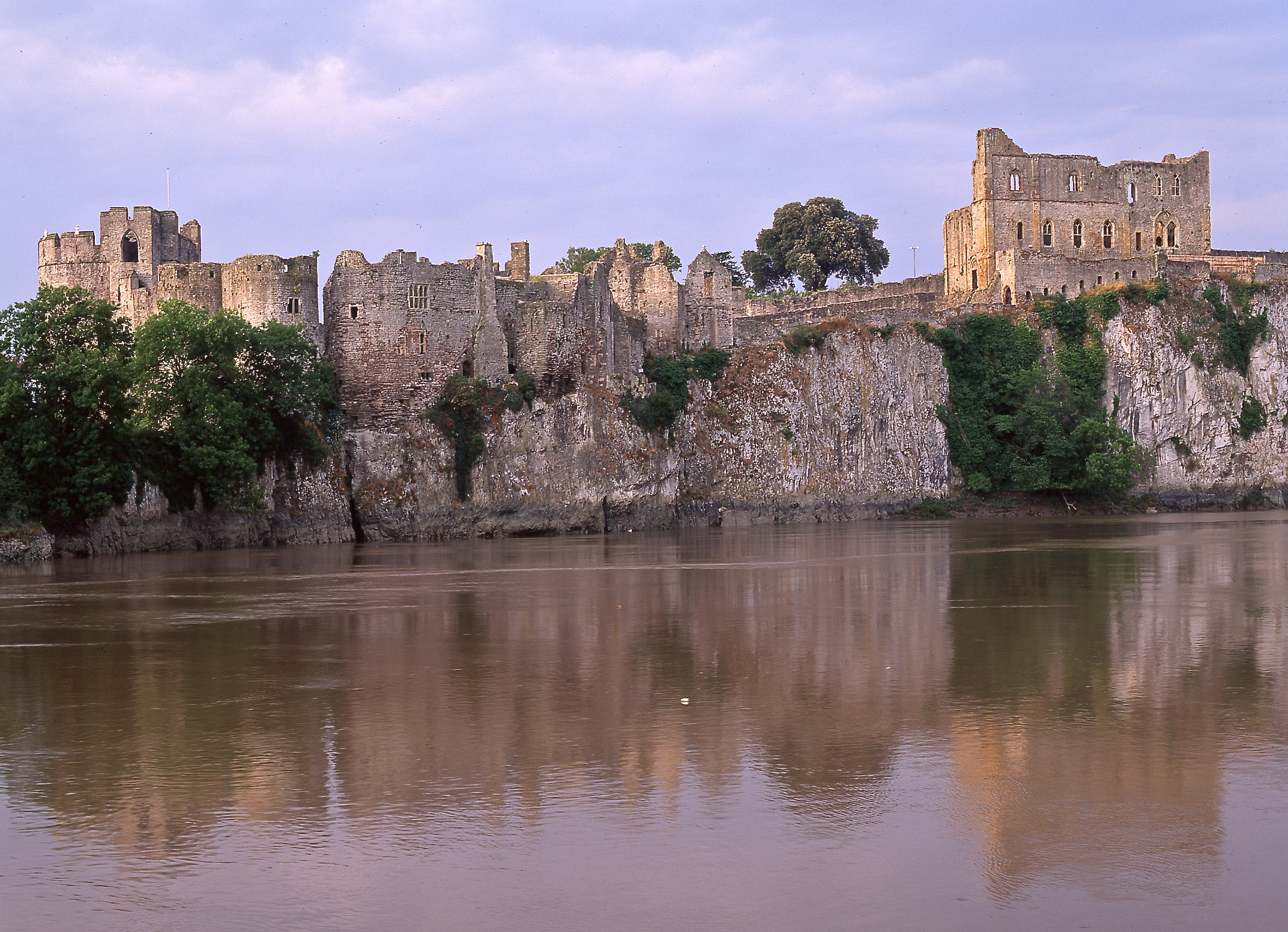
Chepstow et son château au bord de la Wye : une vue familière à J. K. Rowling lorsqu'elle était enfant.

Cinq ans ont été nécessaires à Rowling pour mettre en place cet univers,. Elle fait de Poudlard un château médiéval figé dans le temps, à l'instar de certains pensionnats anglais,. Les élèves utilisent des plumes à l'ancienne pour écrire sur des rouleaux de parchemins, approfondissent leurs connaissances en consultant principalement les livres anciens de la bibliothèque de l’école et les lettres sont encore cachetées de cire. Toute technologie moderne de l'époque décrite (téléphones, ordinateurs, etc.), existante dans le monde « moldu » voisin et contemporain, demeure pour autant totalement absente au sein de cette institution magique où aucun objet de nature électronique ne peut fonctionner.

### Nom, étymologie et traduction
Le nom anglais Hogwarts est le nom d'une variété de Lys particulièrement appréciée par l'auteure, bien que ce nom lui soit venu instinctivement. En anglais, hog signifie « porc » et warts signifie « verrues ». En inversant les deux syllabes, warthogs peut signifier « phacochère ».
Afin de donner une consonance plus agréable au nom de l'école, Jean-François Ménard a cherché un terme pouvant exprimer le même « dégoût » que le nom original, mais a préféré adapter « Hog-warts » par « Poux-de-lard » en remplaçant « verrues » par « poux » pour les éditions françaises des romans. La traduction est apparue assez naturelle pour les lecteurs francophones :

« Lorsque les premiers lecteurs ont lu le livre, ils se sont demandé comment se prononçait « Poudlard » [en essayant de le prononcer à l'anglaise], parce qu'ils pensaient que [Poudlard] était un mot anglais. Je n'avais pas pensé à cette prononciation, mais ça m'a fait très plaisir car je me suis dit que finalement, cela paraissait naturel dans un contexte anglais d'avoir ce nom là. »

— Jean-François Ménard en 2017.

### Histoire interne

#### Au temps des fondateurs

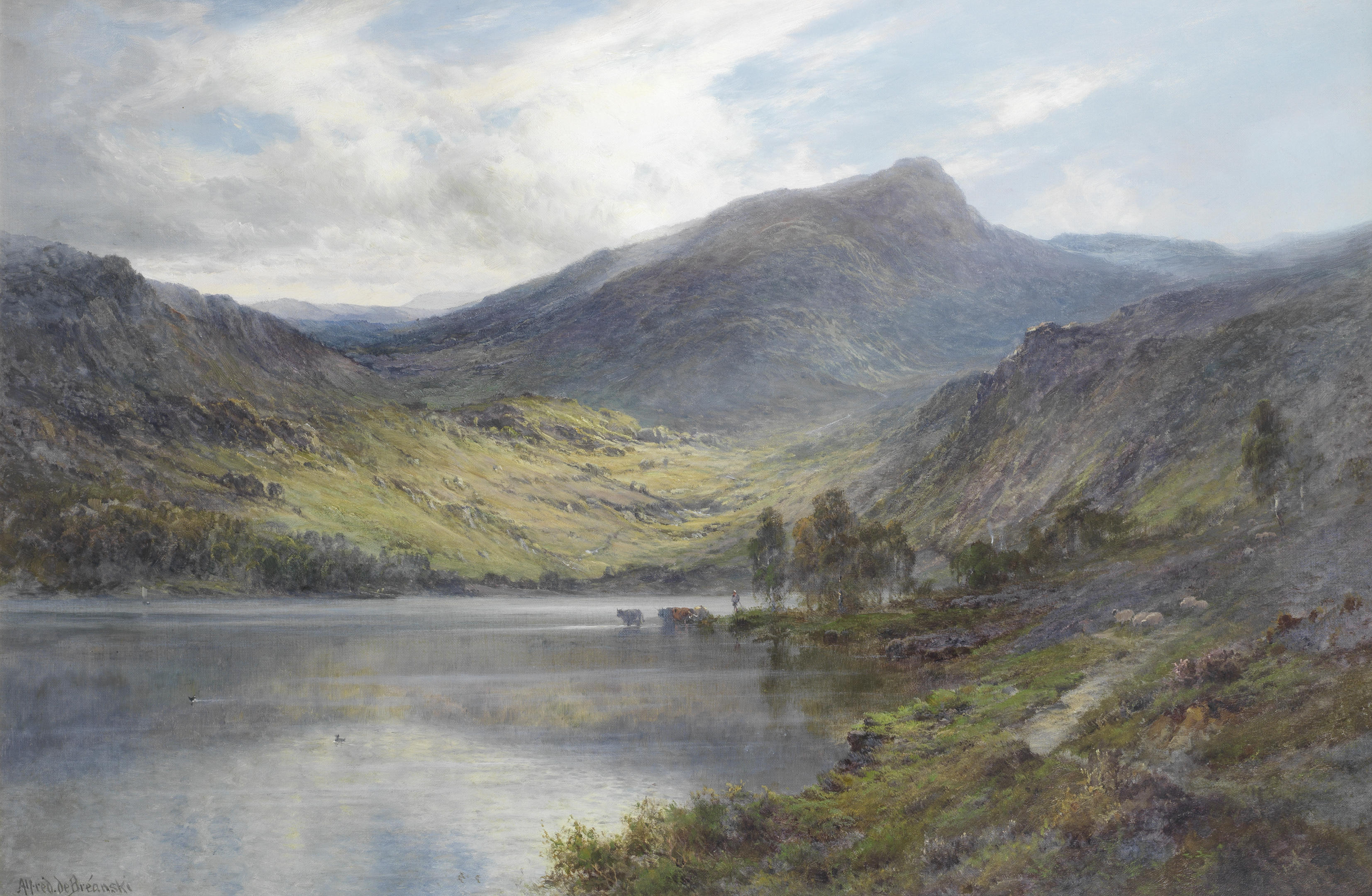
Rowena Serdaigle aurait rêvé d'un cochon verruqueux la menant au sommet d'une falaise des Highlands, où les fondateurs décidèrent finalement de construire le château baptisé Poudlard (« Pou-du-lard ») en hommage à l'animal.

Il y a plus de mille ans, les sorciers souffraient d'incompréhension et de peur de la part de personnes dépourvues de pouvoirs magiques, nommées Moldus.  Quatre sorciers exceptionnellement doués — Godric Gryffondor, Helga Poufsouffle, Rowena Serdaigle et Salazar Serpentard — décidèrent de fonder une école de magie permettant d'offrir un refuge aux sorciers persécutés et de léguer leur savoir. Rowena Serdaigle rêva d'un cochon verruqueux la conduisant sur une falaise des Highlands,. Les quatre amis se rendirent sur place et trouvèrent l'emplacement approprié pour y construire le château destiné à abriter l'école. Ils le nommèrent Poudlard (« Pou-du-lard ») en référence au curieux animal rêvé par Serdaigle, puis partirent en quête de personnes possédant les aptitudes nécessaires pour enseigner la magie.
Comme les ambitions des quatre fondateurs commencèrent à différer concernant le choix des élèves admis et les matières enseignées, l'école fut scindée en quatre maisons distinctes. Afin de choisir le plus justement possible dans quelle maison serait envoyé chaque élève, Gryffondor décida d'utiliser son chapeau — rebaptisé « Choixpeau » — que chacun des fondateurs ensorcela en y intégrant une petite partie de son esprit. Cet enchantement permit de procéder à la première cérémonie de la répartition.
Rapidement, Rowena Serdaigle mit au point les différentes pièces changeantes de Poudlard telles que la Salle sur demande, ainsi que les escaliers mouvants. Sa fille, Helena, devint jalouse de son incroyable intelligence. Elle lui vola son précieux diadème aux pouvoirs extraordinaires et prit la fuite jusqu'en Albanie où elle cacha l'objet. Un fait que Rowena Serdaigle ne raconta pas aux autres fondateurs. Elle demanda à un baron de ramener sa fille, mais l'homme poignarda Helena dans un accès de rage lorsqu'elle refusa de le suivre, puis, rongé par la culpabilité, mit lui-même fin à ses jours. Depuis, le fantôme du « Baron Sanglant » hante la maison Serpentard, tandis que le fantôme d'Helena, surnommé « Dame Grise », occupe la maison de Serdaigle, parcourant les couloirs de l’école en silence. Quant au diadème, il demeura en Albanie durant plusieurs siècles sans que personne connaisse sa cachette.

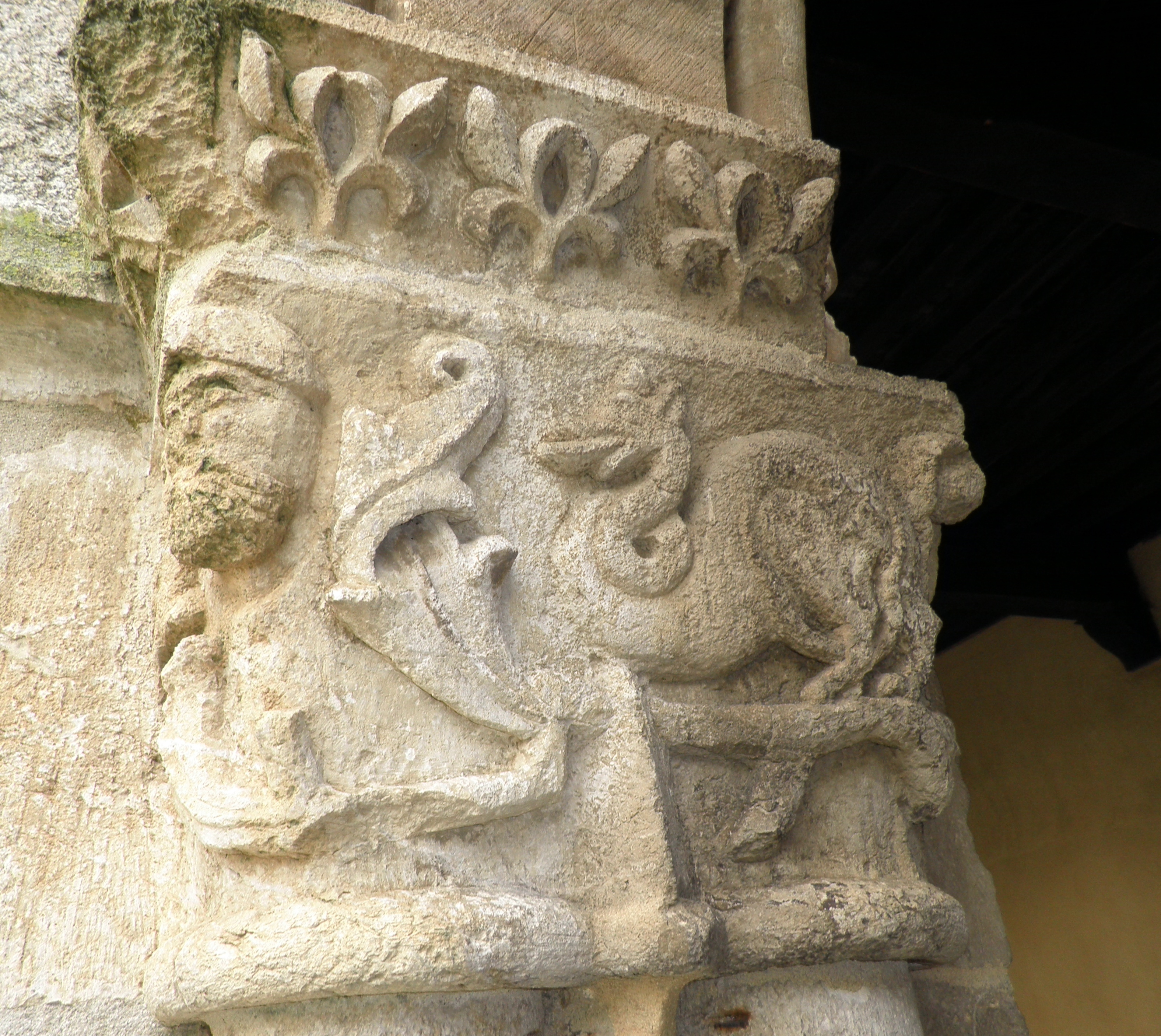
Salazar Serpentard construisit une Chambre secrète dans les sous-sols du château, destinée à abriter le basilic qui éliminerait, selon son souhait, les nés-Moldus de l'école après son départ.

Salazar Serpentard ne tarda pas à refuser catégoriquement l'admission de nés-Moldus (enfants sorciers nés de parents moldus) au sein de l'école, les jugeant indignes d'étudier la magie. Une idée à laquelle Gryffondor s’opposa fermement et les tensions entre les fondateurs s'intensifièrent. Poufsouffle et Serdaigle se rangèrent du côté de Gryffondor, et Serpentard quitta l'école, après avoir construit à l'insu de tous une pièce dans les profondeurs du château, la Chambre des secrets, abritant un gigantesque basilic que seul son héritier serait à même de contrôler. Depuis cette époque, les tensions entre les élèves des maisons Gryffondor et Serpentard persistent, mais durant plusieurs siècles, la Chambre demeura secrète et le monstre endormi.

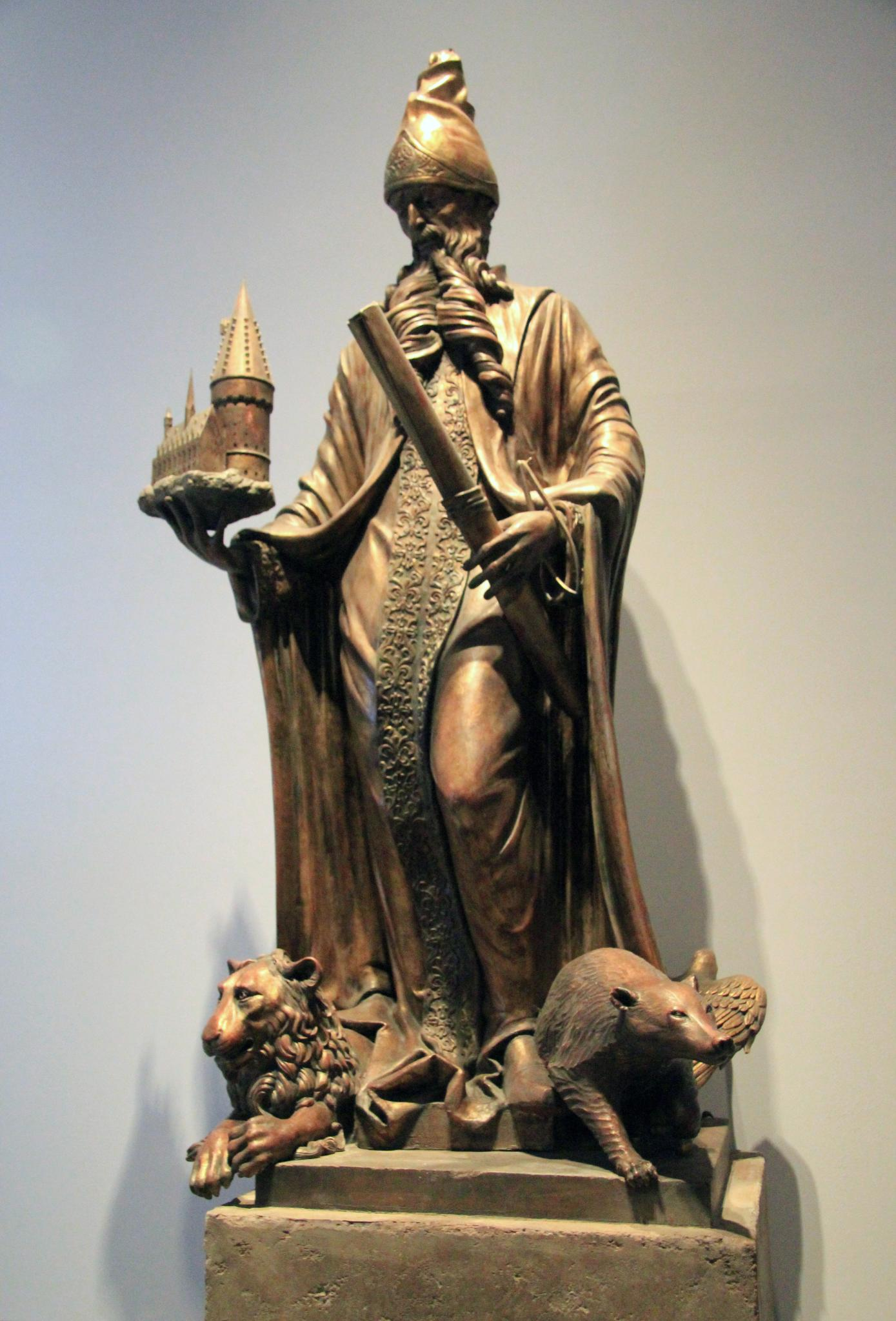
Statue représentant l'architecte de Poudlard dans les films Harry Potter.

Avant la signature du « Code International du Secret Magique » en 1689, les élèves arrivaient à Poudlard en balai magique, avec l'aide de créatures, ou en transplanant (avec des conséquences parfois désastreuses, le château et son parc étant protégés par des sortilèges anti-transplanage). À la suite de l'instauration du Code, des Portoloins furent installés dans le Royaume-Uni. Les élèves devaient alors toucher les objets en question à une heure très précise afin d'être téléportés jusqu'à l'école. Mais de nombreux élèves ne trouvaient pas les Portoloins à temps ou étaient malades en utilisant ce moyen de transport. La ministre Ottaline Gambol, qui officia entre 1827 à 1835, eut l'idée d'un train permettant à tous les élèves d'embarquer à la gare de King's Cross à Londres et d'arriver en toute sécurité jusqu'à l'école. Elle fit subtiliser une locomotive à vapeur rouge aux Moldus et la soumit à plusieurs modifications magiques. Le Poudlard Express devint dès lors le moyen de transport obligatoire pour tous les élèves.

#### AuXXesiècle
Au début des années 1940, alors que l'école est sous la direction du professeur Armando Dippet, un garçon de seize ans de la maison Serpentard, Tom Jedusor, apprend l'existence de la Chambre des secrets. Il découvre le passage secret y menant et décide de reprendre l'initiative de son ancêtre et de supprimer de l'école tous les enfants de moldus grâce au basilic qu'il contrôle en parlant fourchelang.
En juin 1943, le serpent géant commet une attaque mortelle sur une élève de Serdaigle, Mimi Geignarde, et le ministère de la Magie envisage de fermer Poudlard tant qu'aucun responsable n'a été trouvé. Grâce à son charisme et à son statut de préfet, le jeune Jedusor parvient à convaincre le corps enseignant — hormis le professeur de métamorphose, Albus Dumbledore — de la culpabilité de Rubeus Hagrid, un élève de Gryffondor ami des bêtes. Hagrid est renvoyé mais le professeur Dumbledore, qui est le seul à croire en son innocence, fait en sorte qu'il demeure à Poudlard et lui trouve un emploi en tant que garde-chasse. En discutant avec le fantôme d'Helena Serdaigle, Tom Jedusor découvre que le diadème perdu de Serdaigle a été dissimulé dans une forêt d'Albanie et part à sa recherche à la fin de ses études pour en faire l'un de ses horcruxes. Le jeune homme disparaît ainsi durant plusieurs mois.

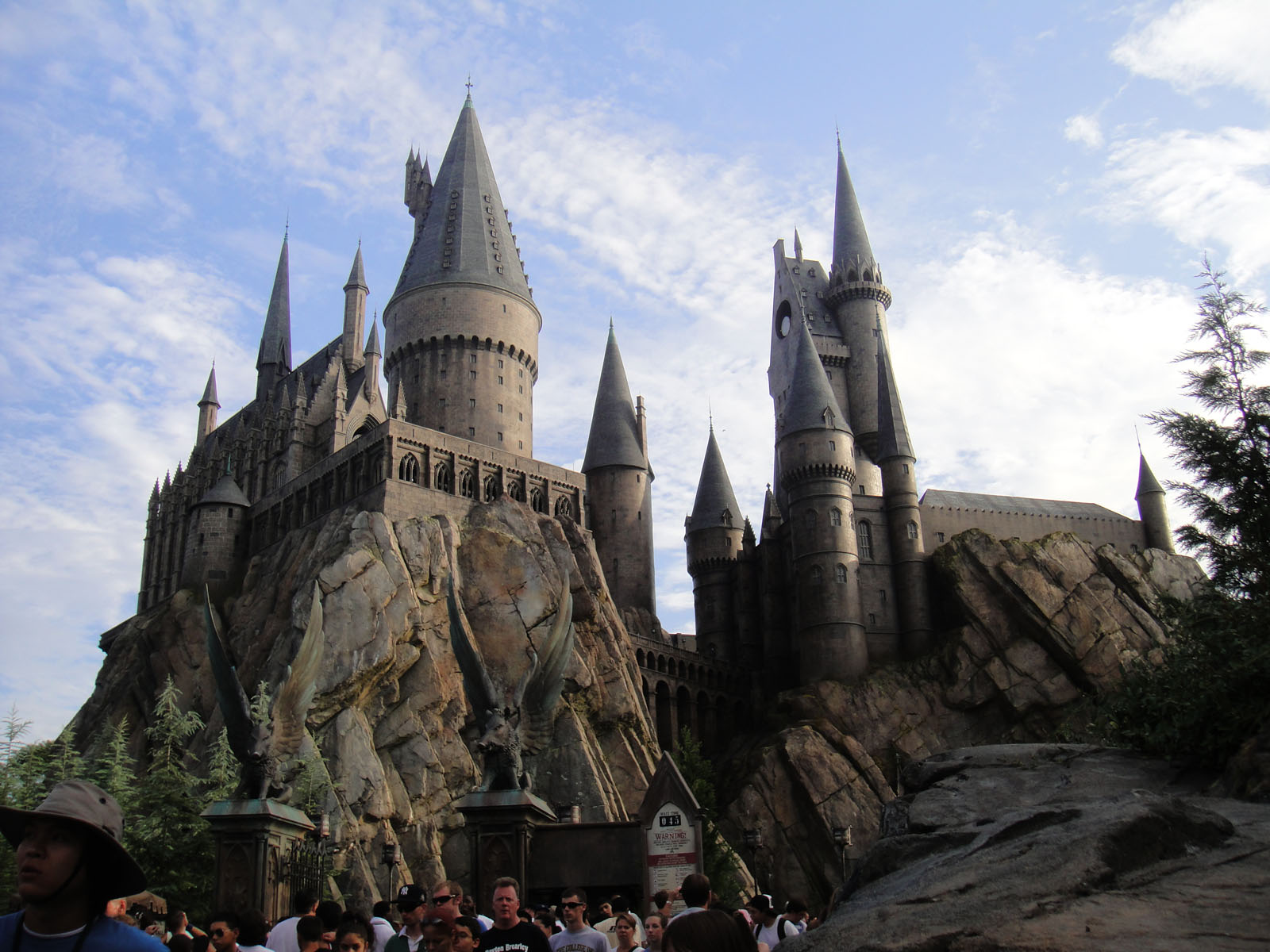
Réplique de la version cinématographique du château de Poudlard au Wizarding World of Harry Potter.

Vers 1955, Albus Dumbledore succède à Armando Dippet et devient directeur de Poudlard. Il nomme Minerva McGonagall pour le remplacer au poste de professeur de métamorphose. Tom Jedusor revient au Royaume-Uni en se faisant nommer « Seigneur des ténèbres » ou « Voldemort », et vient solliciter le poste de professeur de défense contre les forces du Mal auprès de Dumbledore, qui le lui refuse. Dès lors, une sorte de malédiction plane autour de ce poste et aucun professeur ne parvient à y être affecté plus d'une année.
En 1991, Albus Dumbledore et l'alchimiste Nicolas Flamel décident de dissimuler la pierre philosophale dans les sous-sols de Poudlard, afin d'empêcher Voldemort de l'utiliser. La pierre est protégée par divers sortilèges élaborés par les professeurs les plus émérites de l'école. Albus Dumbledore déniche dans la Salle sur demande un vieux miroir, le miroir du Riséd, et l'utilise comme protection ultime de la pierre. Il cache la pierre à l'intérieur pour que seules les personnes souhaitant l'acquérir sans l'utiliser puissent la récupérer. La pierre sera finalement détruite d'un commun accord entre Flamel et Dumbledore.
En 1992, une élève de première année de Gryffondor, sous l'emprise d'un journal intime et de son étrange pouvoir, ouvre la mystérieuse Chambre des secrets et libère à nouveau le basilic sur les enfants moldus. Harry Potter, grâce à sa capacité de parler le fourchelang, trouve à son tour l'entrée de la Chambre et tue le monstre avec l'épée de Gryffondor. Il détruit également le journal maléfique, qui appartenait à Tom Jedusor.
Durant l'année 1994-1995, l'école accueille le Tournoi des Trois Sorciers, vieux de sept cents ans, organisé par le Département de la coopération magique internationale et le Département des jeux et sports magiques du ministère de la Magie. Poudlard accueille également des délégations des écoles de magie européennes de Beauxbâtons et de Durmstrang. Malheureusement, le tournoi connaît une issue tragique, avec la mort du jeune champion de Poudlard, Cedric Diggory. Dumbledore cherche aussitôt à convaincre le ministre et le monde des sorciers du retour de Voldemort, qu'il sait responsable de la mort de l’élève. L'année suivante, le ministère de la Magie, refusant de croire Dumbledore, instaure des décrets d'éducation visant à surveiller les activités des élèves de Poudlard et à discréditer son directeur. Malgré cela, une poignée d'élèves de Gryffondor, de Poufsouffle et de Serdaigle se regroupent pour former ce qu'ils nomment l'« Armée de Dumbledore ». Les décrets d'éducation sont abolis l'année suivante, dès lors que le ministère reconnaît l'exactitude des faits.
En juin 1997, Drago Malefoy, élève de Serpentard, fait entrer des Mangemorts à Poudlard. Le professeur Severus Rogue tue Albus Dumbledore et Voldemort prend le contrôle du monde magique et de Poudlard. L'année suivante, Severus Rogue est nommé directeur de l’école et de nouvelles lois sont instaurées afin que seuls les élèves de « sang-pur » soient acceptés. Lors de la guerre contre Voldemort, le château se retrouve assailli par les partisans du mal. La bataille de Poudlard fait une cinquantaine de victimes (adultes et enfants) et le château est en grande partie détruit.
Il est à supposer que le château est reconstruit assez rapidement, puisque l'on sait grâce à un complément d'informations de l'auteure, que le professeur McGonagall en devient la directrice à la suite des événements.

## Château et domaine

### Accessibilité

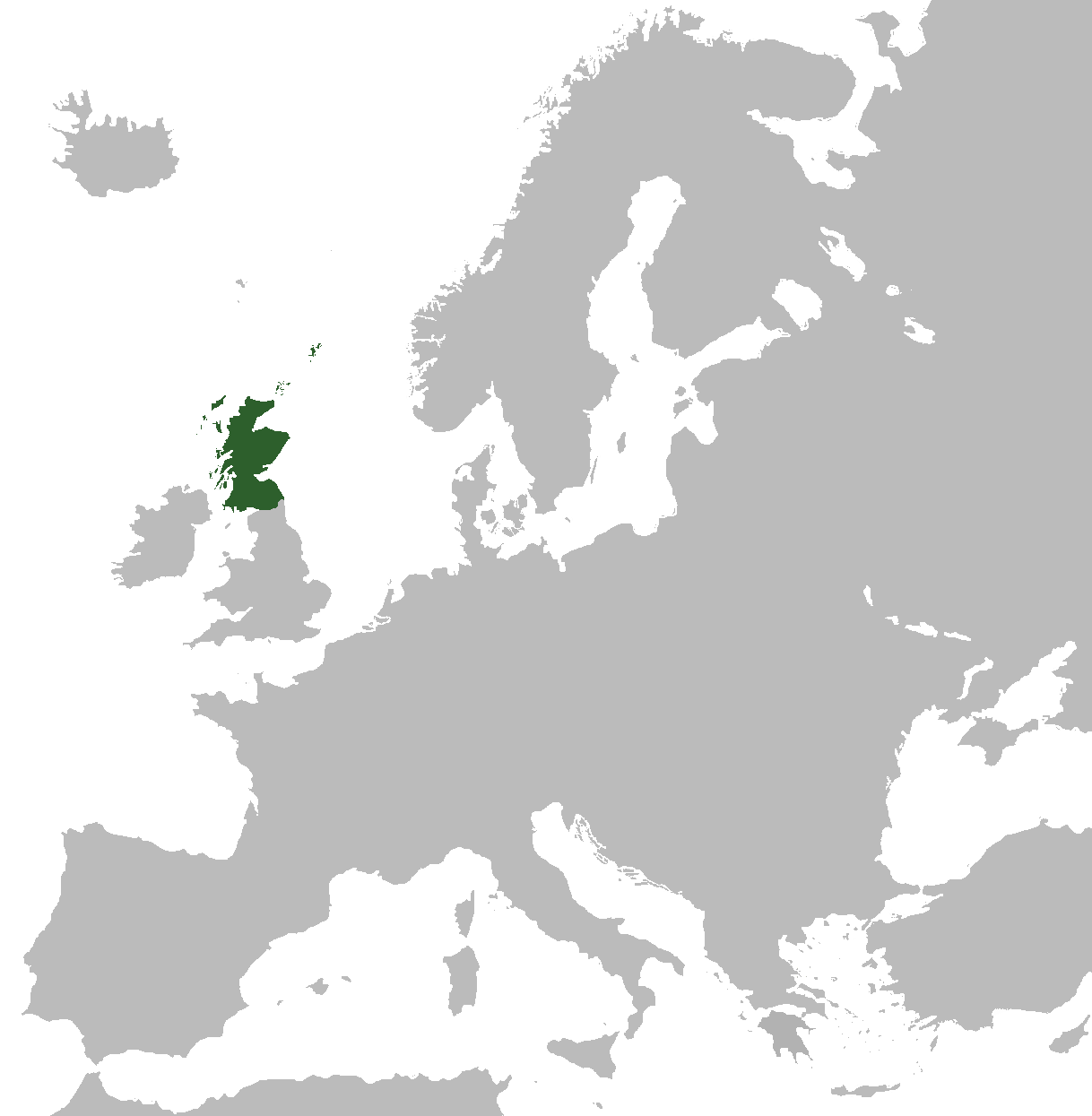
Le château fictif est situé dans le nord de l'Écosse.

Poudlard est situé dans les Highlands, dans le nord de l'Écosse. L'école est protégée par de nombreux charmes et sortilèges qui font qu'il est impossible pour un Moldu de la localiser. À sa place, les Moldus ne voient que des ruines accompagnées d'avertissements de danger.
Le Poudlard Express permet à tous les élèves inscrits d'embarquer à la gare de King's Cross à Londres et d'arriver jusqu'à la gare du village de Pré-au-Lard, voisin de l'école. Il s'agit du seul moyen d'accès autorisé pour tous les élèves. Sorcières et magiciens ne peuvent pas « transplaner » (c'est-à-dire se téléporter) dans l'enceinte de Poudlard, de manière à rendre l'école moins vulnérable. Cependant, il peut arriver que le directeur lève l'enchantement durant un temps limité ou uniquement dans certaines zones du château, afin de permettre aux élèves de s'entrainer à transplaner.

### Architecture générale
« Je n'ai pas établi un plan des étages de Poudlard et il serait difficile pour un architecte des plus qualifiés d'en dessiner, du fait que des escaliers et des salles se déplacent en permanence. Toutefois, j'ai une image mentale très précise de ce à quoi il ressemble. »

— J. K. Rowling

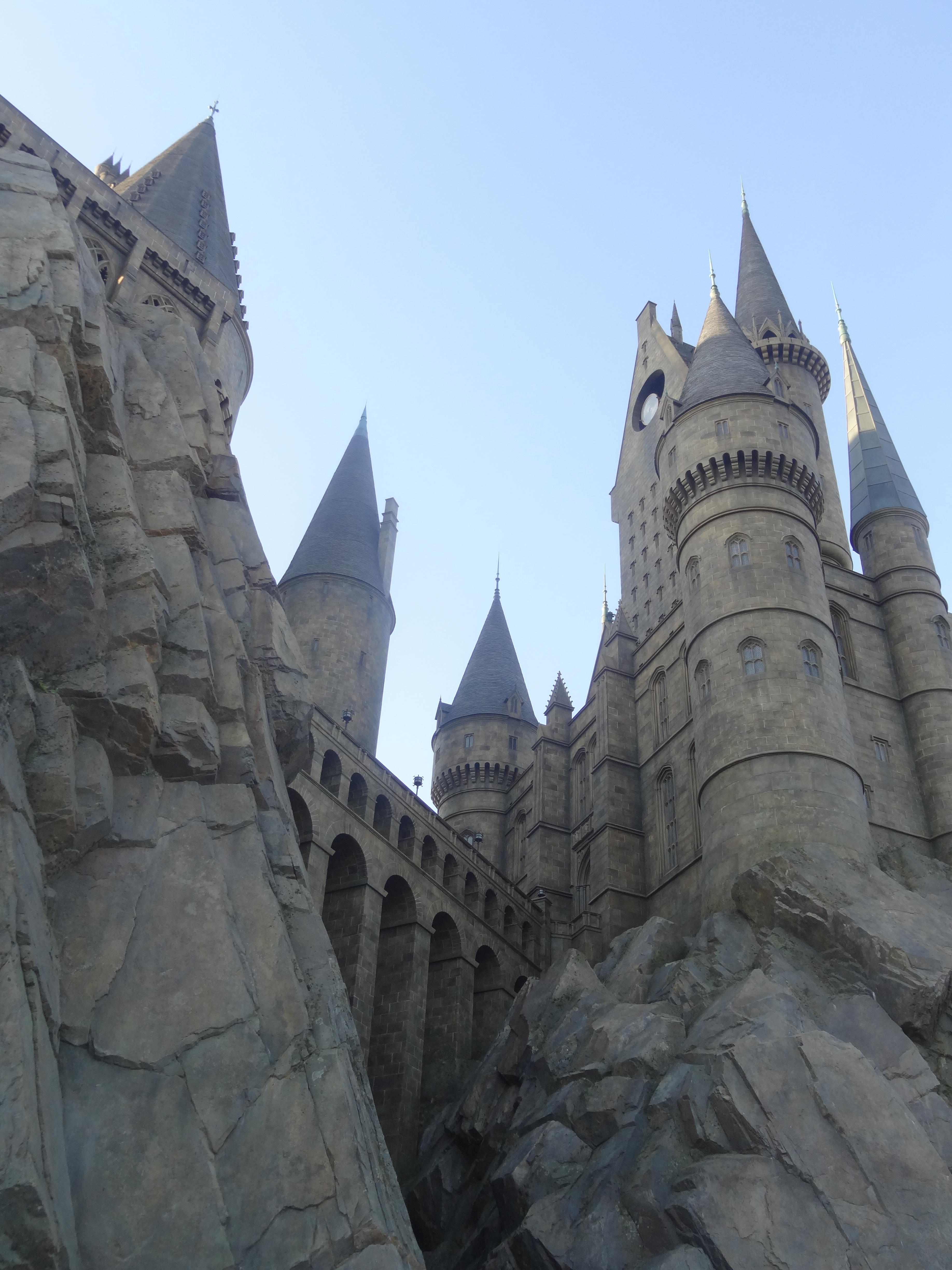
Aperçu des tours du château sur la réplique figurant au Wizarding World of Harry Potter, à Orlando.

J. K. Rowling, l'auteur des romans, visualise Poudlard comme un immense château qui domine une montagne, imposant, à l'apparence pouvant s'avérer assez inquiétante, avec un grand nombre de fenêtres, de hautes tours et de couloirs en tous sens. Elle suggère par le biais de ses romans que Poudlard est « une institution intemporelle vieille de mille ans ».
Comme le Terrier, la maison de la famille Weasley, Poudlard n'est pas un bâtiment qu'un moldu a la possibilité de construire, puisqu'il est soutenu par la magie. Certains escaliers à l'intérieur du château se déplacent d'un palier à un autre, tels que le grand escalier, et l'accès à certaines pièces se fait via des portraits de peinture animés.

« Il y avait cent quarante-deux escaliers, à Poudlard, des larges, des étroits, des courbes, des carrés, des délabrés […] Il y avait aussi des portes qui refusaient de s'ouvrir si on ne leur demandait pas poliment […] Il était aussi très difficile de se souvenir où les choses se trouvaient car tout bougeait sans cesse. Les gens représentés dans les tableaux accrochés aux murs passaient leur temps à se rendre visite les uns aux autres et […] les armures se promenaient parfois dans les couloirs. »

— Harry Potter à l'école des sorciers

### Pièces majeures, parc et passages secrets

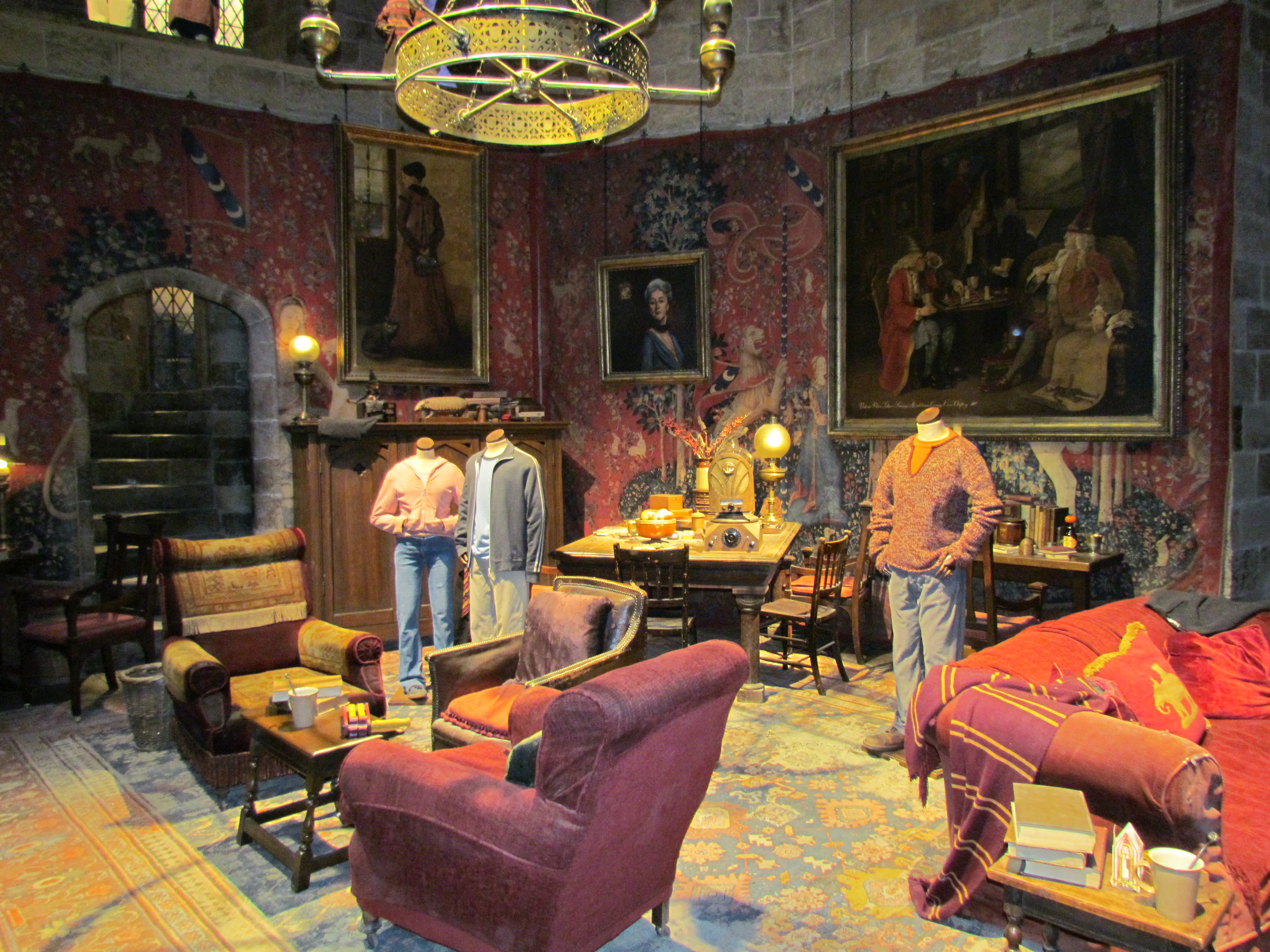
Salle commune de Gryffondor, The Making of Harry Potter, Studios Leavesden.

Le château possède de nombreuses pièces où les événements clés de l'intrigue se déroulent, ainsi qu'un vaste parc comprenant la cabane de Hagrid, des potagers, un lac, une grande forêt « interdite », un certain nombre de serres et un terrain de quidditch.
Des passages secrets mènent notamment à la cabane hurlante, à la boutique de friandises Honeydukes du village voisin de Pré-au-Lard, ou encore à la Chambre des secrets, dans les sous-sols de l’école.

## Organisation pédagogique

### Vie scolaire

#### Gestion des élèves

##### Inscription et accueil

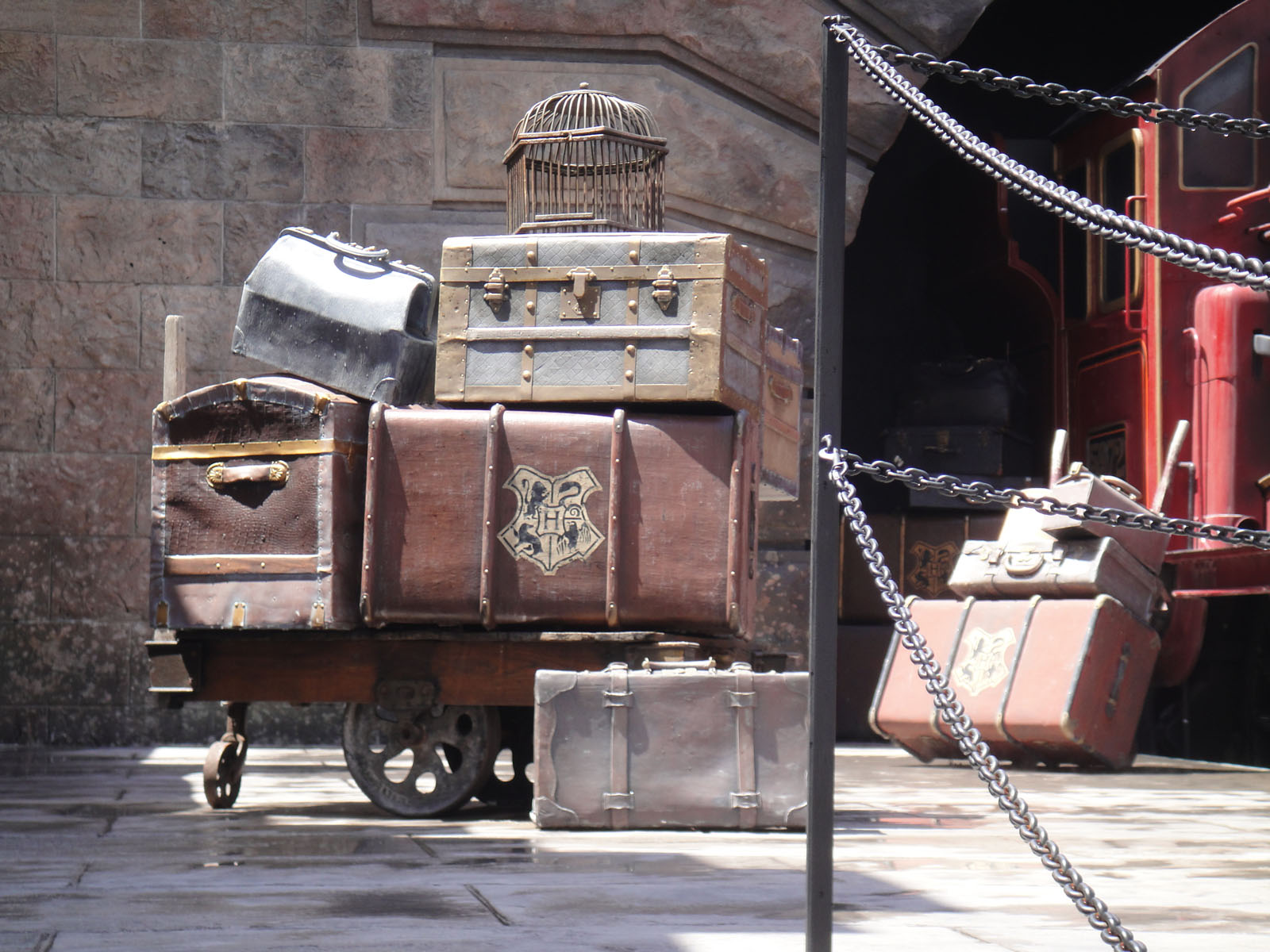
Pile de bagages d'étudiants de Poudlard, exposées au Wizarding World of Harry Potter, Orlando 2010.

Au Royaume-Uni, tous les enfants sorciers sont inscrits à Poudlard dès leur naissance, grâce à une plume magique qui détecte les natifs et inscrit automatiquement leur nom sur un grand parchemin. Avant d'atteindre l'âge de 11 ans (âge requis pour entrer à Poudlard), ces enfants étudient dans des écoles primaires moldues, ou — comme ce fut le cas pour tous les enfants de la famille Weasley — à la maison. Chaque année, un professeur de Poudlard vérifie la liste et contacte par hibou les sorciers qui atteignent l'âge de 11 ans avant le 31 août de l'année scolaire en cours, pour les informer de leur inscription et leur envoyer la liste de l'uniforme, manuels scolaires et fournitures exigés. Une confirmation ou un refus d'inscription doit être renvoyé à l'école avant le 31 juillet.
Les futurs élèves doivent acheter leurs fournitures avant la rentrée scolaire, le plus souvent au chemin de Traverse à Londres. Ceux et celles qui ne disposent pas de moyens suffisants pour acheter leurs fournitures peuvent recevoir une aide financière de l'école, ce qui était le cas du jeune Tom Jedusor (devenu Voldemort), lorsqu'il était élève à Poudlard. Selon un complément d'informations de l'auteure, les frais de scolarité à Poudlard seraient entièrement pris en charge par le ministère de la Magie.
Les lettres destinées aux enfants nés-moldus, qui sont susceptibles d'ignorer leurs pouvoirs magiques, sont remises aux parents ou tuteurs légaux en main propre par un membre de l'équipe pédagogique de Poudlard. Celui-ci est chargé d'annoncer à la famille l'existence d'un monde magique et de les rassurer quant à l'avenir de leur enfant. Ils peuvent également aider la famille à se rendre au chemin de Traverse et à y faire leurs courses. Les élèves de première année n'ont pas le droit de posséder leur propre balai volant ; toutefois, une exception est faite pour Harry lorsque son talent exceptionnel pour le quidditch est découvert. Son premier balai lui est offert en cours d'année par sa propre directrice de maison, le professeur McGonagall.

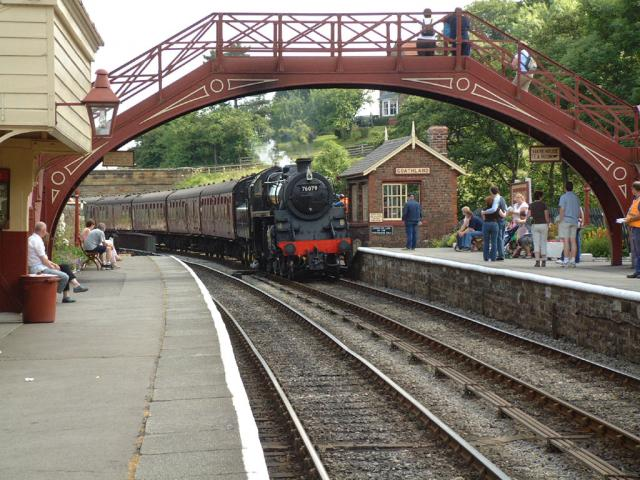
Le Poudlard Express à la gare de Goathland (Pré-au-Lard dans les films).

Pour rejoindre l'école, tous les élèves doivent se rendre le 1er septembre à la gare de King's Cross, sur le quai 9 3/4, où le Poudlard Express les attend. La voie 9 3/4 est invisible aux moldus. Pour s'y rendre, les élèves (souvent accompagnés de leurs parents) doivent traverser une barrière (un mur magique dans les films) entre les quais 9 et 10. Le train part à 11 heures précises et met environ une journée entière pour parvenir à la gare de Pré-au-Lard, juste à côté de l'école. Durant le trajet, une vieille sorcière passe dans les wagons pour vendre des friandises aux élèves, comme des Patacitrouilles, Chocogrenouilles, Dragées Surprise de Bertie Crochue, Plumes en sucre, etc.
En arrivant à la gare de Pré-au-Lard, les élèves de première année sont pris en charge par Hagrid qui leur fait traverser le lac de Poudlard à bord de barques magiques. Les élèves étant déjà venus à Poudlard embarquent dans des diligences à première vue auto-tractées, mais qui sont en réalité tirées par des sombrals, des créatures ailées squelettiques qui restent invisibles aux yeux de certains sorciers.
Alors que les élèves de deuxième année et plus sont déjà arrivés dans la Grande salle pour le banquet de début d'année, les nouveaux venus arrivent plus tard, accompagnés de la directrice adjointe qui les a accueillis précédemment dans le hall d'entrée, en leur expliquant le fonctionnement de la répartition des élèves dans les différentes maisons pour toute leur scolarité.

##### Maisons d'attribution
À Poudlard, il existe quatre maisons distinctes : « Gryffondor », « Poufsouffle », « Serdaigle » et « Serpentard ». Les élèves y sont répartis en fonction de leur personnalité, dès leur arrivée à Poudlard en première année et jusqu'à la fin de leur scolarité. Les noms des quatre maisons et les qualités requises pour y entrer se réfèrent à ceux que possédaient et appréciaient les quatre fondateurs de l'école. Chaque maison est dirigée par un professeur émérite et possède un fantôme attitré — une sorte de mascotte — généralement apprécié des élèves.
| Héraldique            | Maisons     | Directeur(s) connu(e)s                                                                                             | Qualités requises                      | Fantôme attitré      |
| --------------------- | ----------- | --- | -------------------------------------- | -------------------- |
| Blason de Gryffondor  | Gryffondor  | - Godric Gryffondor (Moyen Âge) - Albus Dumbledore - Minerva McGonagall                                            | - Courage - Hardiesse - Force d'esprit | Nick Quasi-Sans-Tête |
| Blason de Poufsouffle | Poufsouffle | - Helga Poufsouffle (Moyen Âge) - Pomona Chourave                                                                  | - Loyauté - Constance - Patience       | Le Moine Gras        |
| Blason de Serdaigle   | Serdaigle   | - Rowena Serdaigle (Moyen Âge) - Filius Flitwick                                                                   | - Sagesse - Discernement - Érudition   | La Dame Grise        |
| Blason de Serpentard  | Serpentard  | - Salazar Serpentard (Moyen Âge) - Horace Slughorn (? - 1981, puis à partir de 1997) - Severus Rogue (1981 - 1997) | - Ruse - Adresse - Détermination       | Le Baron Sanglant    |

##### Discipline

###### Uniforme

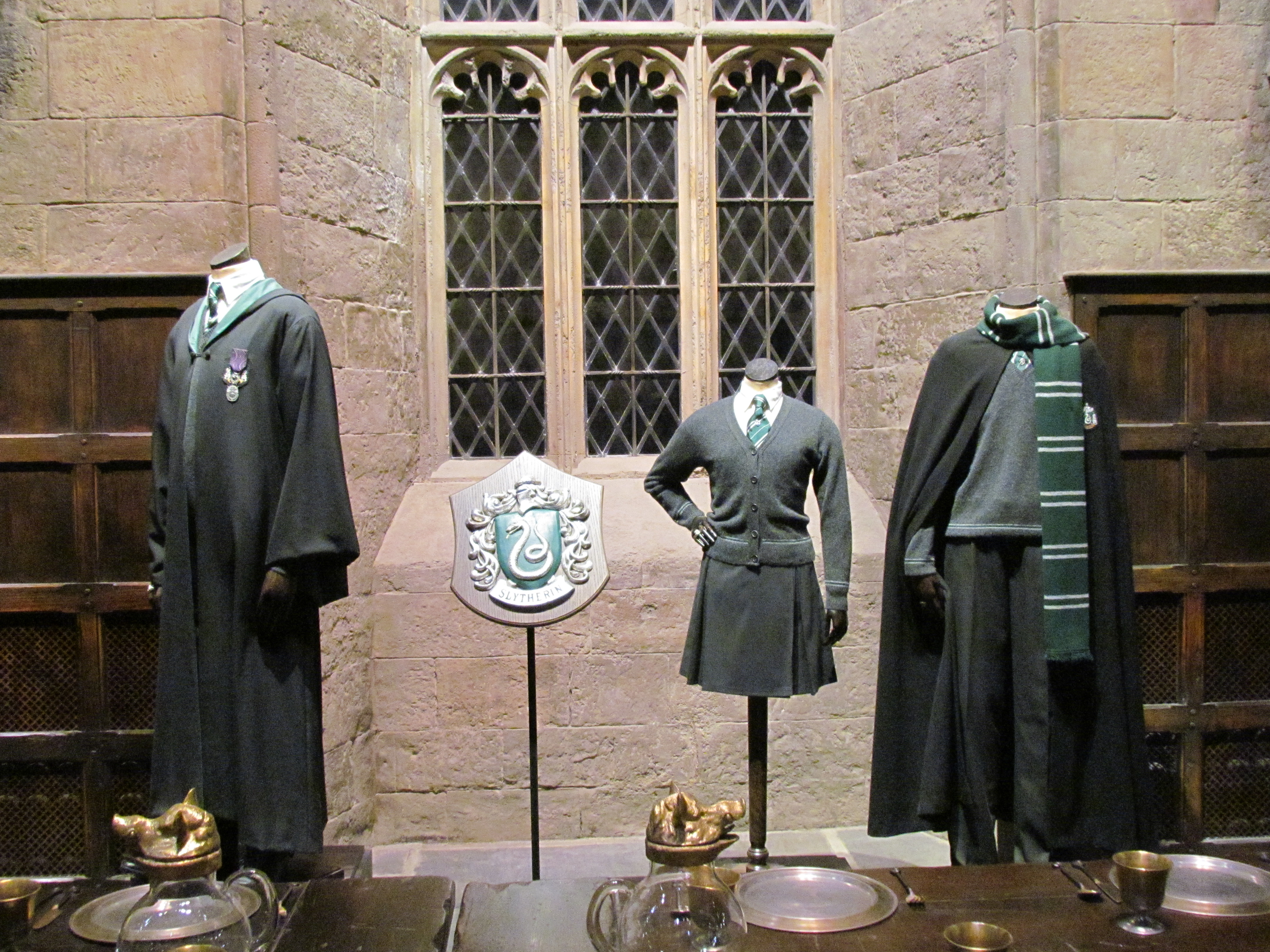
Uniformes masculins et féminins aux couleurs de la maison Serpentard (The Making of Harry Potter).

Pour des raisons d'égalité et de facilité d'intégration au sein d'un établissement, l'uniforme scolaire est très courant au Royaume-Uni. Pratiquement tous les établissements publics et privés ont leur uniforme, ou au moins un code vestimentaire strict.
Dans le chapitre 5 de Harry Potter à l’école des sorciers, il est indiqué qu'à Poudlard, les élèves doivent porter des robes de sorcier(e) noires de modèle normal, un chapeau pointu noir ainsi qu'une cape d'hiver noire avec des attaches en argent. Chaque vêtement doit porter une étiquette indiquant le nom de l'élève.
Même si J. K. Rowling ne l'a pas indiqué dans les romans, il est souvent demandé aux élèves britanniques de porter une chemise blanche, un pantalon (ou jupe) noire ou bleue, des chaussures noires, un pull à col en V portant l'écusson de l'école (ou de la maison), ainsi qu'une cravate. Les costumiers des films Harry Potter ont d'ailleurs respecté les principales caractéristiques de l'uniforme britannique, en s'inspirant notamment de l'uniforme porté à Eton.

###### Préfets
Chaque maison de Poudlard obtient deux nouveaux préfets (Prefect en anglais) chaque année (un garçon et une fille), sélectionnés en 5e année d'étude, qui le resteront jusqu'à la fin de leurs études. Les préfets ont la possibilité de punir les élèves en cas de manquement à la discipline.
Les colonnes ci-dessous listent les principaux préfets connus de l'histoire, classés par maison. D'une manière générale, ces préfets veillent au respect du règlement et accompagnent les élèves de première année dans leurs salles communes le soir de leur arrivée à Poudlard.
| Gryffondor : - Albus Dumbledore - Minerva McGonagall - Lily Evans - Remus Lupin - Bill Weasley - Percy Weasley - Hermione Granger - Ron Weasley | Poufsouffle : - Cedric Diggory - Hannah Abbot - Ernie Macmillan | Serdaigle : - Pénélope Deauclaire - Anthony Goldstein - Padma Patil | Serpentard : - Tom Jedusor - Lucius Malefoy - Drago Malefoy - Pansy Parkinson |

Seuls deux préfets en chef (Head Boy ou Head Girl en anglais) toutes maisons confondues sont choisis parmi tous les élèves de 7e et dernière année. Il s'agit généralement d'un garçon et d'une fille. La liste ci-dessous mentionne les préfets en chef connus.
- Albus Dumbledore[77] (Gryffondor) et binôme inconnue
- Minerva McGonagall[78] (Gryffondor) et binôme inconnu
- Tom Jedusor[32] (Serpentard) et binôme inconnue
- Lily Evans[79] (Gryffondor) et James Potter[80] (Gryffondor)
- Bill Weasley[81] (Gryffondor) et binôme inconnue
- Percy Weasley[82] (Gryffondor) et Pénélope Deauclaire[75] (Serdaigle)
- Teddy Lupin[83] (Poufsouffle) et binôme inconnue

###### Brigade inquisitoriale
La brigade inquisitoriale a été fondée par le professeur Dolores Ombrage (5e tome). C'est une organisation temporaire qui a pour but de faire obstacle à Albus Dumbledore, pour le compte du Ministère de la Magie qui considère Dumbledore fou depuis l'issue du Tournoi des Trois Sorciers. Dumbledore tient à faire prendre conscience du retour de Voldemort, et le ministre de la Magie, Cornelius Fudge, refuse catégoriquement cette idée. Depuis, Dumbledore et les élèves de Poudlard font l'objet d'une surveillance étroite pour éviter toute organisation allant à l'encontre des idées du Ministère.
Essentiellement composée d'élèves de Serpentard et du concierge Rusard nommés par Ombrage (notamment Drago Malefoy, Vincent Crabbe, Gregory Goyle et Pansy Parkinson), cette association permet aux adhérents d'avoir le même pouvoir sur les autres élèves qu'Ombrage en dispose elle-même sur les autres enseignants. Les membres de la Brigade sont notamment chargés de rapporter les éventuelles activités douteuses des autres élèves auprès d'Ombrage.
La Brigade dispose de divers pouvoirs, comme retirer ou distribuer des points de maison ou des retenues, ou ouvrir les colis et les lettres des élèves.

###### Décrets d'éducation
Dans Harry Potter et l'Ordre du Phénix (la cinquième année de Harry Potter à Poudlard), des « décrets d'éducation » sont promulgués à l'école par le ministre de la Magie Cornelius Fudge ou la « Grande Inquisitrice » nommée par ce dernier, Dolores Ombrage. Ces décrets visent surtout à maintenir une certaine prise sur l'école et son directeur, Albus Dumbledore (alors soupçonné par certains parents de prendre des « décisions excentriques » ou par Fudge de souhaiter hériter du poste de ministre). Par conséquent, le contenu de ces décrets n'est approuvé ni par Dumbledore, ni par la majorité du corps enseignant et fait bien souvent l'objet de plaisanteries de la part des élèves, et en particulier d'Hermione Granger.
Tous ces décrets sont bien entendu révoqués à la fin de l'année, une fois le retour de Voldemort reconnu et après le renvoi définitif de Dolores Ombrage.

###### Coupe des quatre maisons

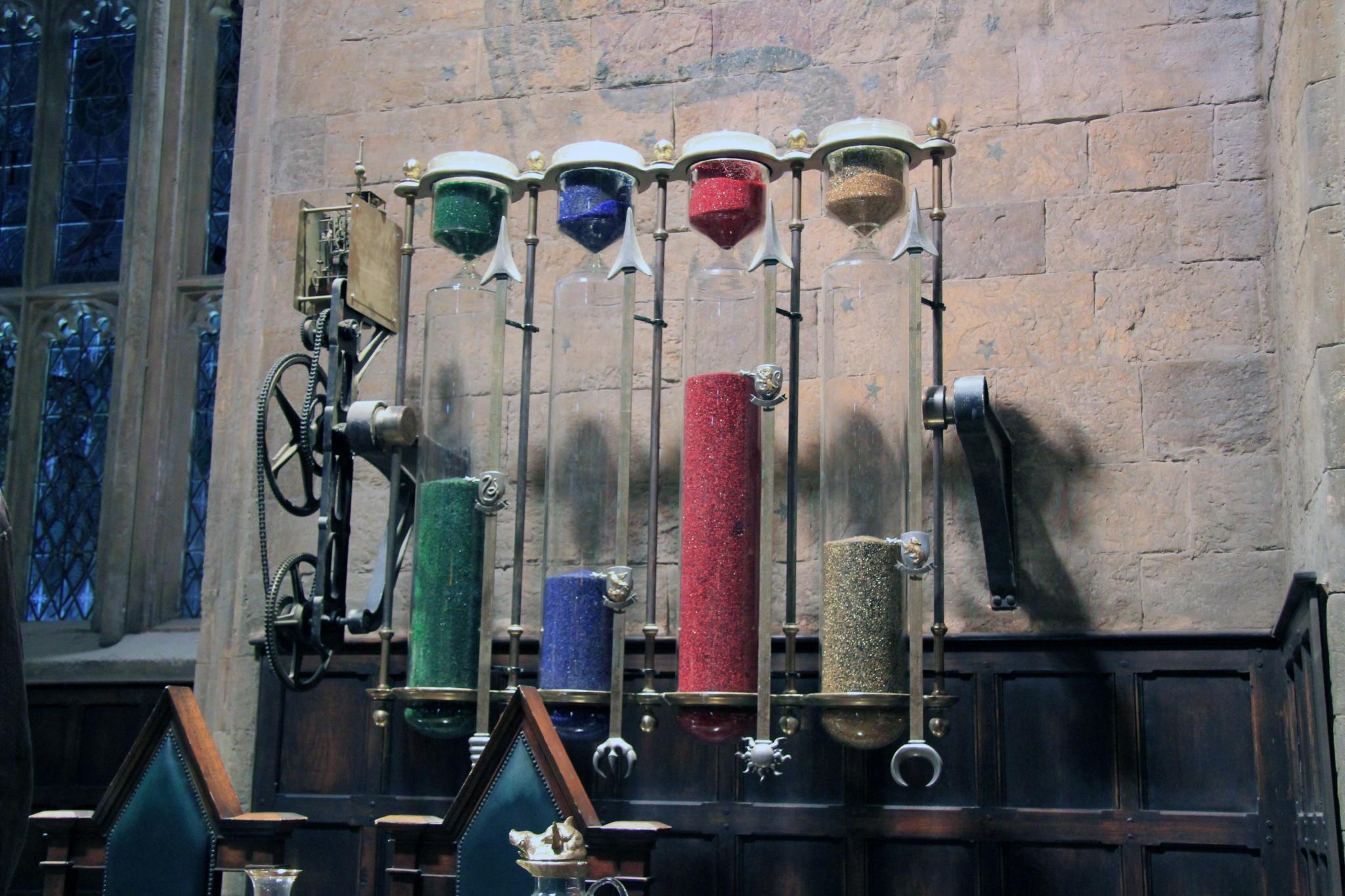
Les sabliers de points dans la Grande salle, Studios Leavesden.

Il s'agit d'une sorte de compétition entre les maisons, fondée sur un système de points répartis tout au long de l’année scolaire. Chaque bonne action d'un élève, comme donner une réponse correcte en classe ou s'illustrer d'une quelconque manière (par exemple, dans les matchs de quidditch), rapporte des points à sa maison et chaque infraction au règlement lui en fait perdre. Ces points sont comptabilisés par des sabliers dans lesquels coulent ou remontent des rubis pour Gryffondor, des diamants jaunes pour Poufsouffle, des émeraudes pour Serpentard et des saphirs pour Serdaigle. La maison ayant le plus de points en fin d'année remporte cette coupe. Pendant la première, deuxième, troisième et cinquième années de scolarité de Harry, c'est Gryffondor qui remporte cette coupe, notamment grâce à ses exploits contre Voldemort.

##### Journée type

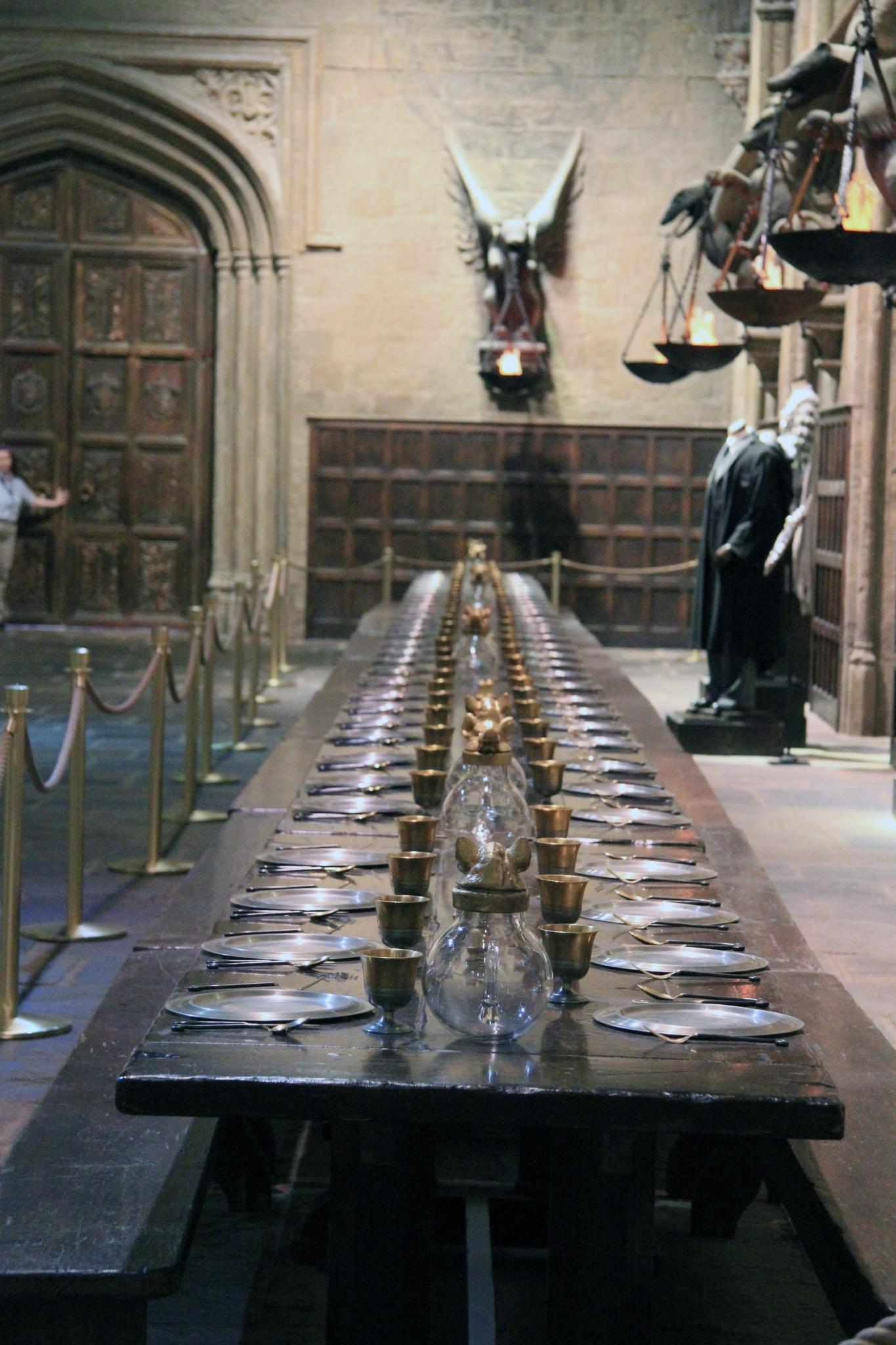
Les élèves se retrouvent à chaque repas dans la Grande salle (Studios Leavesden).

La journée commence avec un petit déjeuner dans la Grande salle. Les élèves s'assoient à la table de leur propre maison (Gryffondor, Poufsouffle, Serdaigle ou Serpentard) et peuvent manger ainsi que discuter, jouer à des jeux de société ou finir leurs devoirs. Le directeur de chaque maison mange avec les autres professeurs à la grande table placée à l'extrémité de la salle et à laquelle Dumbledore s'installe également, notamment durant les cérémonies. À l'heure du petit-déjeuner, les hiboux viennent apporter le courrier aux étudiants. Il s'agit généralement d'un exemplaire quotidien de La Gazette du Sorcier, de lettres des parents ou des amis, ou de colis (Harry ayant reçu son premier balai de cette façon). Une cloche signale le début des cours du matin à 9 heures. Il y a deux cours le matin avec une courte pause entre chaque pour que les élèves puissent se rendre au cours suivant. La sonnerie du déjeuner retentit à midi.
Après le déjeuner, les cours reprennent à 13 heures et se terminent vers 17 heures. Les élèves de première année ont souvent leur vendredi après-midi de libre, alors que les sixième et septième année ont plusieurs périodes libres durant la semaine. Dans la soirée, les étudiants prennent leurs repas dans la Grande salle, après quoi ils sont censés être dans la salle commune de leur maison respective, à l'exception des élèves qui doivent suivre un cours d'Astronomie à minuit.
Les quatre salles communes ont une entrée secrète connue seulement des membres de cette maison. Les maisons de Gryffondor et de Serpentard nécessitent un mot de passe pour pouvoir entrer. Pour entrer dans la salle commune de Serdaigle, on est tenu de répondre correctement à une énigme. Pour accéder à la salle commune de Poufsouffle, il faut frapper le bon tonneau dans le couloir des cuisines au rythme de la chanson Helga Poufsouffle. À l'intérieur, la salle commune contient des fauteuils et des canapés confortables pour les élèves, ainsi que des tables pour qu'ils puissent finir leurs devoirs. Des foyers tiennent la salle chaude, et les étudiants peuvent se relaxer, soit dans la salle avec leurs condisciples de maison, soit dans leurs dortoirs. Il y a des panneaux d'affichage dans chaque salle commune, ainsi que dans d'autres points stratégiques de l'école, où sont affichés les emplois du temps, les dates de rassemblements temporaires et autres informations. Chaque salle commune reçoit au moins deux dortoirs ; un pour les garçons et un pour les filles.
Dans Harry Potter et la Coupe de Feu, Hermione Granger explique qu'en raison des ondes de magie très importantes, les objets électriques que les moldus utilisent, comme les ordinateurs, les téléviseurs, les téléphones portables ou autres appareils électroniques, ne peuvent pas fonctionner à Poudlard. La Radio Indépendante à Transmission Magique (RITM) fait exception car elle est, comme son nom l'indique, alimentée par magie.

##### Cours et examens

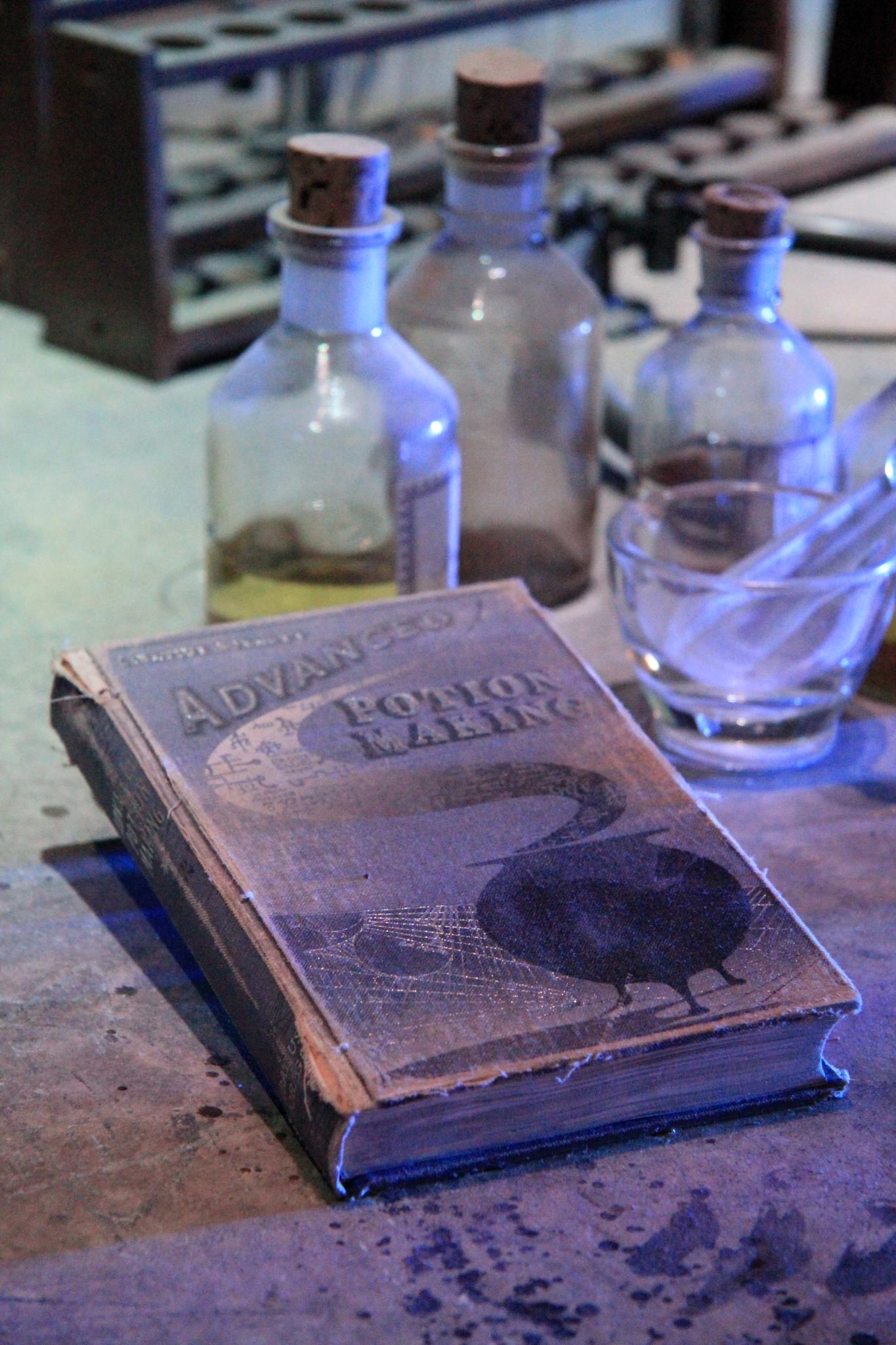
Livre et accessoires de potion.

Dans la saga, de nombreux cours sont décrits. Certains sont obligatoires dès la première année d'études, comme la défense contre les forces du Mal, les potions, la botanique, etc. À la fin de la deuxième année d'études, les étudiants doivent choisir au moins deux options supplémentaires.
Obligatoires
- Astronomie
- Botanique
- Histoire de la magie
- Métamorphose
- Potions
- Sortilèges
- Vol sur balai
- Défense contre les forces du Mal (DCFM)

Optionnels
- Arithmancie
- Divination
- Étude des Moldus
- Étude des runes
- Soins aux créatures magiques

Au cours des sept ans passés à Poudlard, deux examens sont proposés par l'Académie des examinateurs magiques du Ministère de la Magie : les BUSE (« brevet universel de sorcellerie élémentaire », en 5e année), et les ASPIC (« accumulation de sorcellerie particulièrement intensive et contraignante », en 7e et dernière année).

##### Vacances et week-ends

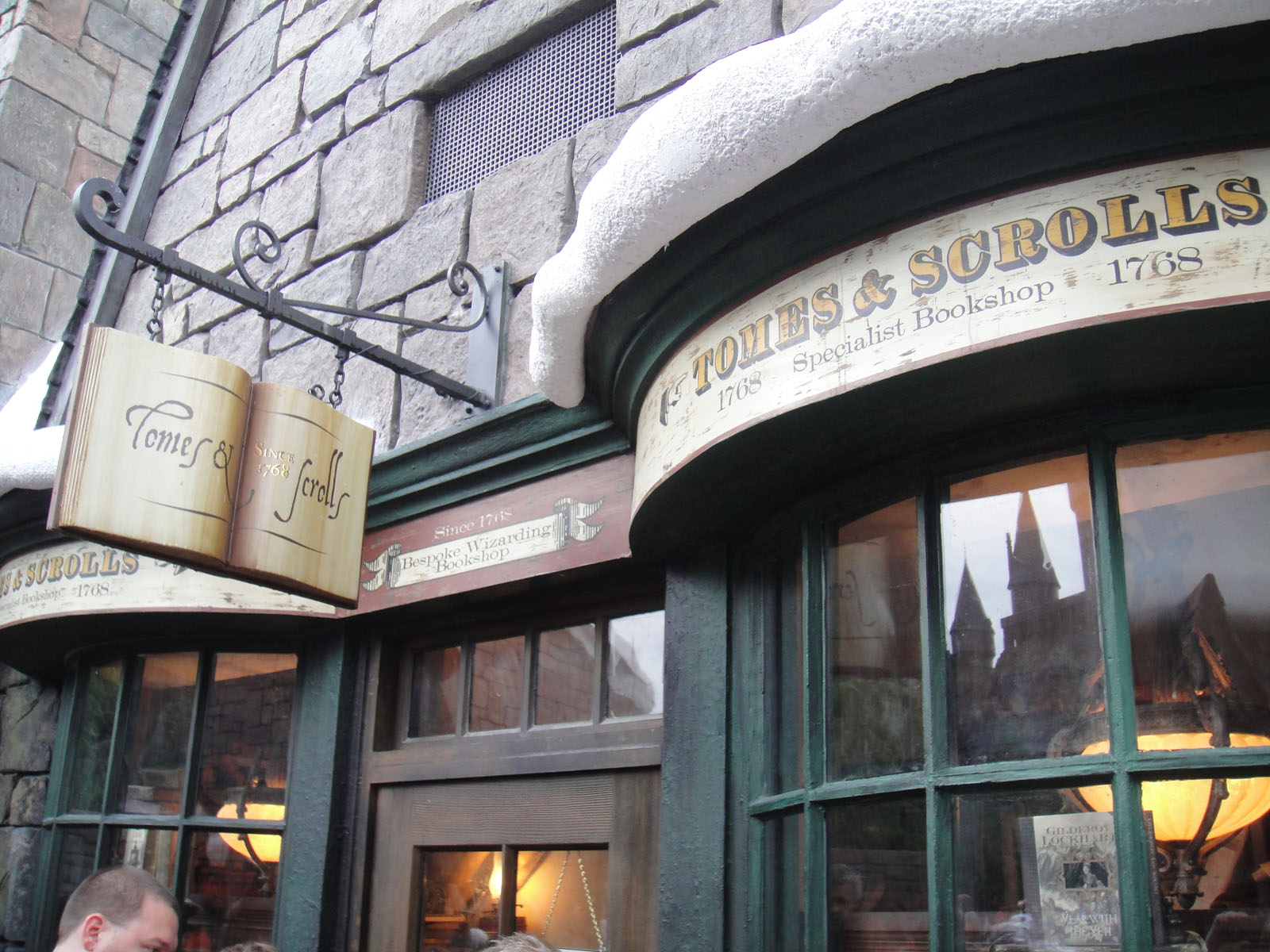
Reconstitution d'une enseigne à Pré-au-Lard, The Wizarding World of Harry Potter.

L'année scolaire à Poudlard est structurée de façon similaire à d'autres écoles « non magiques » et collèges du Royaume-Uni, avec trois périodes de scolarité sur l'année, ponctuées par des vacances à Noël et à Pâques. L'année débute le 1er septembre et prend fin aux vacances d'été, à la fin du mois de juin, pendant une période de huit à neuf semaines avant de commencer une nouvelle année scolaire. Les étudiants ont la possibilité de rester à Poudlard pendant Noël et les vacances de printemps. Ceux qui choisissent de rester au château n'ont pas de leçons supplémentaires et peuvent se promener librement dans l'établissement. Pendant les vacances d'hiver, ces élèves ont la possibilité de fêter Noël avec les professeurs dans la Grande salle.
Certains week-ends, les élèves de troisième année et plus sont autorisés à se promener dans le village voisin de Pré-au-lard à condition de présenter un bulletin d'autorisation signé par au moins un de leurs parents ou un tuteur. C'est une occasion pour eux de s'y détendre et de profiter des pubs, des restaurants et des nombreuses boutiques présentes sur place. Parmi les lieux populaires à Pré-au-Lard se trouvent notamment la boutique de friandises Honeydukes, la boutique de farces et attrapes Zonko, différents magasins de vêtements, la Cabane hurlante, qui selon la rumeur est l'édifice le plus hanté de Grande-Bretagne, et des pubs réputés tels que Les Trois Balais ou La Tête de Sanglier.

#### Personnel

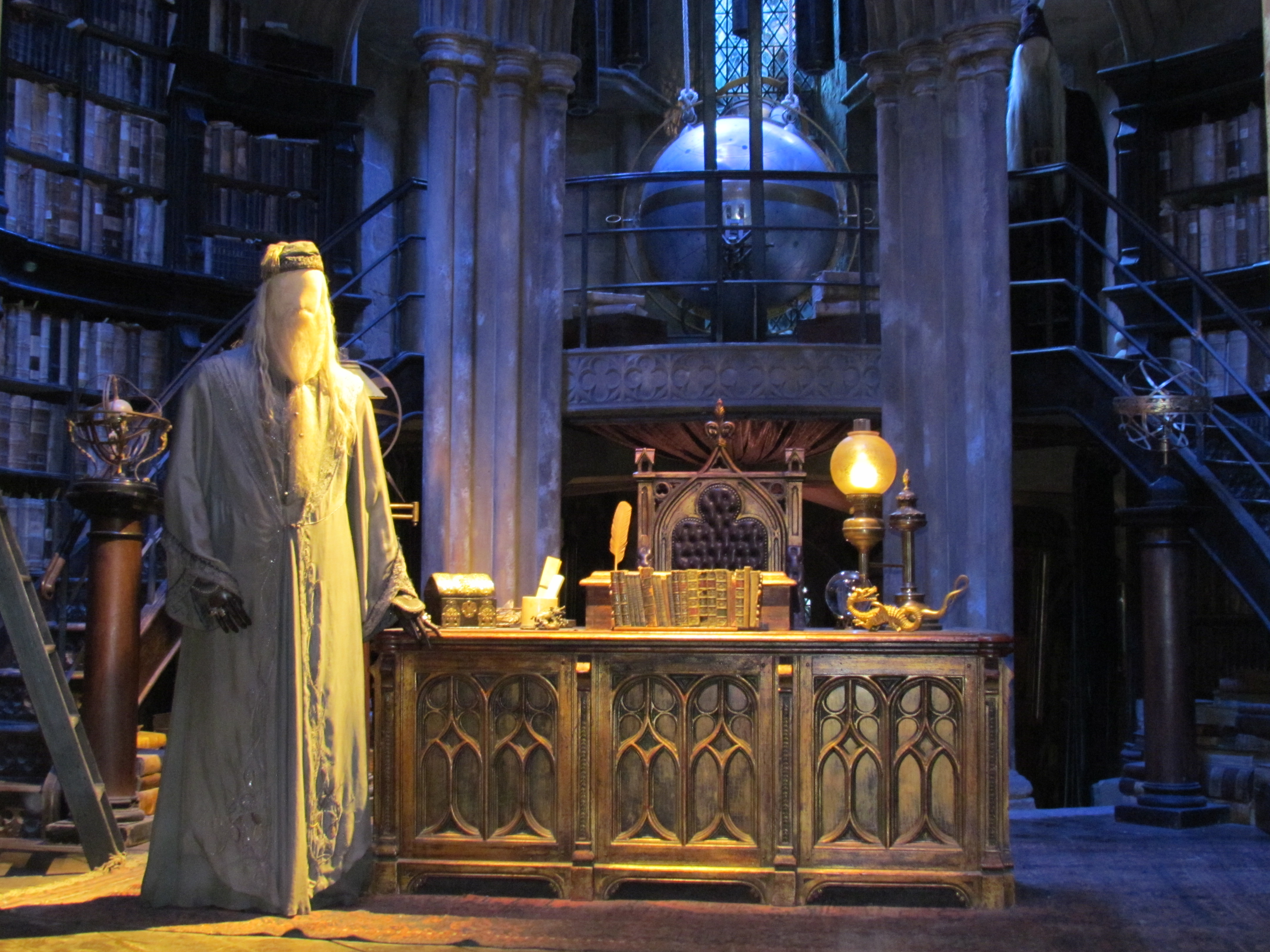
Bureau de Dumbledore, The Making of Harry Potter, Studios Leavesden (2012).

Parmi le personnel de l'école, la fonction la plus éminente est celle du directeur. Durant la scolarité de Harry Potter, cette fonction est principalement assurée par Albus Dumbledore, jusqu'à sa mort en 6e année.
Le directeur est secondé par un directeur-adjoint, fonction assurée la plupart du temps par Minerva McGonagall. Un autre poste prestigieux est celui de directeur de l'une des maisons. C'est le cas de McGonagall pour la maison Gryffondor, comme pour ces trois autres personnages récurrents : Pomona Chourave (Poufsouffle), Filius Flitwick (Serdaigle) et Severus Rogue (Serpentard). Ces derniers jouent souvent un rôle de conseiller auprès du directeur.
Les cours sont assurés par des professeurs. La plupart sont sorciers, mais occasionnellement un centaure ou un fantôme peuvent occuper ce poste. Ils sont recrutés par le directeur, qui peut aussi bien les renvoyer, comme le montre le cas de Dolores Ombrage. Le poste d'enseignant de défense contre les forces du Mal a la réputation d'être « maudit » depuis que Dumbledore a refusé d'y nommer Tom Jedusor. Depuis, pour cette matière, les professeurs se succèdent et ne demeurent à leur poste qu'une année durant. Cette malédiction s'apaise après la défaite de Voldemort.
Le tableau suivant présente uniquement les professeurs en fonction à Poudlard durant les événements majeurs décrits dans les romans Harry Potter entre septembre 1991 et juin 1997, et dont les cours — suivis par le héros — ont été décrits.
| Matière                                 | Professeur(s) |
| --------------------------------------- | --- |
| Astronomie                              | Pr Sinistra |
| Botanique                               | Pr Chourave |
| Défense contre les forces du Mal (DCFM) | Pr Quirrell (année 1) Pr Lockhart (année 2) Pr Lupin (année 3) Pr Maugrey (année 4) Pr Ombrage (année 5) Pr Rogue (année 6) |
| Divination                              | Pr Trelawney Firenze (remplacements)                                                                                        |
| Histoire de la magie                    | Pr Binns |
| Métamorphose                            | Pr McGonagall |
| Potions                                 | Pr Rogue (années 1 à 5) Pr Slughorn (à partir de l'année 6)                                                                 |
| Soins aux créatures magiques            | Hagrid Pr Gobe-Planche (remplacements)                                                                                      |
| Sortilèges                              | Pr Flitwick |
| Vol sur balai                           | Mme Bibine |

Parmi les autres membres du personnel entre septembre 1991 et juin 1997 figurent notamment le garde-chasse Hagrid, le concierge Mr Rusard, la bibliothécaire Mme Pince et l'infirmière Mme Pomfresh. Des elfes de maison sont chargés de faire le ménage et la cuisine.

#### Rassemblements et organisations temporaires

##### Maraudeurs
Les maraudeurs sont quatre étudiants de Gryffondor ayant créé la carte du maraudeur dans les années 1970. Le groupe était alors composé de « Lunard » (Remus Lupin), « Queudver » (Peter Pettigrow), « Patmol » (Sirius Black) et « Cornedrue » (James Potter),.
Afin de pouvoir tenir compagnie sans risque à Remus Lupin contraint de s'isoler des autres élèves une fois par mois en raison de sa lycanthropie, les trois autres maraudeurs ont acquis illégalement la faculté de se transformer en animal (animagi) au cours de leurs études, à l'insu du professeur Dumbledore. Les quatre amis ont mis au point la carte du maraudeur entre leur cinquième et septième année d'études, afin de localiser chaque personne en temps réel sur un plan détaillé de Poudlard et de ses environs.
Harry Potter a connaissance du groupe dans Harry Potter et le Prisonnier d'Azkaban, en héritant de la carte du maraudeur que lui confient les jumeaux Weasley après l'avoir volée dans le bureau d'Argus Rusard.

##### Société d'aide à la libération des elfes (SALE)
La Société d'aide à la libération des elfes (Society for the Promotion of Elfish Welfare en anglais), abrégée « SALE » (« SPEW »), est un organisme créé par Hermione Granger dans le but de protéger les elfes de maison. Il est aussi surnommé le « Front de libération des elfes de maison » (ou « FLEM ») par Ron.
Hermione décide de créer cet organisme au cours de l'intrigue de Harry Potter et la Coupe de feu, après avoir entraperçu le triste sort de Winky, elfe de Bartemius Croupton, fonctionnaire du Département de la coopération magique internationale du ministère de la Magie. Elle estime que les elfes de maisons sont malheureux et traités comme des esclaves. Parmi ses requêtes, elle voudrait qu'ils soient rémunérés pour leur travail. Elle tente sans succès de recruter de nouveaux membres pour la SALE ; Hagrid lui-même refuse d'adhérer au mouvement. Harry Potter et Ron Weasley sont quant à eux convaincus que l'acharnement de leur amie est inutile, puisque les elfes, et notamment Winky, préfèrent travailler sans être payés, et considèrent cela normal. L'elfe Dobby, autrefois aux ordres de la famille Malefoy et libéré grâce à l'aide de Harry Potter, est le seul à trouver les paroles d'Hermione cohérentes. Il est aussi le seul à être rémunéré par Dumbledore, à sa requête.
Dans une interview, J. K. Rowling annonce qu'Hermione travaille plus tard au ministère de la Magie, au département de la justice magique, et qu'elle contribue à la rédaction de lois en faveur des elfes de maison,. Au regret de Rowling, la SALE n’apparaît dans aucune des adaptations cinématographiques. Ce passage, selon elle, aurait permis de montrer les « injustices endémiques de [son] univers » et de faire découvrir une autre facette d'Hermione, qui est « la première à avoir une conscience politique ».

##### Armée de Dumbledore
L'Armée de Dumbledore (souvent abrégée AD) est une organisation secrète fondée par Harry Potter, d'après une idée de Hermione Granger, pour apprendre à ses camarades comment faire face aux situations les plus dangereuses en matière de défense contre les forces du mal et pour contrer la politique du ministère de la Magie et l'enseignement de Dolores Ombrage.

##### Club de Slug
Le « club de Slug » est un club formé à Poudlard par Horace Slughorn, à deux reprises, quand il est professeur de potions. Slughorn sélectionne ses adhérents parmi les élèves les plus prometteurs, les célébrités ou enfants de célébrités ou encore les enfants de ses anciens élèves préférés, et organise avec eux des fêtes, des soupers, des soirées dont l'objectif est de créer un réseau de contacts,.
Y ont notamment participé, dans le passé : le rédacteur en chef de la Gazette du Sorcier, la capitaine de quidditch Gwenog Jones, le dirigeant de la confiserie Honeydukes, Lily Evans, Rodolphus Lestrange, Lucius Malefoy et Tom Jedusor. Dans Harry Potter et le Prince de Sang-Mêlé, Slughorn recrute (entre autres) Harry Potter, Cormac McLaggen, Blaise Zabini, Ginny Weasley, Hermione Granger ou Marcus Belby (dont l'oncle a inventé la potion Tue-Loup).

### Événements et activités parascolaires

#### Matchs de quidditch
Chaque année, à Poudlard, un tournoi de quidditch est organisé entre les quatre maisons. Six matchs ont lieu durant l'année (sauf pendant la quatrième année de Harry, à cause du Tournoi des Trois Sorciers). La maison qui remporte le plus de matchs gagne la coupe de quidditch et permet d'apporter plus de points à sa maison pour la coupe des maisons en fin d'année.

#### Tournoi des Trois Sorciers
Ce tournoi est un événement qui se déroule à Poudlard pendant la quatrième année de scolarité de Harry Potter. Il permet aux champions sélectionnés (de plus de 17 ans) de mesurer leur talent en étant opposés aux champions des autres écoles de magie européennes prestigieuses. Les écoles participantes en dehors de Poudlard sont l'académie Beauxbâtons (France) et l'institut Durmstrang (Europe de l'Est).

## Adaptation au cinéma
Pour visualiser l'architecture du château, Stuart Craig, le chef décorateur des films Harry Potter (2001-2011) et des films Les Animaux fantastiques (depuis 2016), a souhaité éviter de créer un lieu ressemblant à un château de contes de fées, privilégiant un aspect robuste, résistant et donnant l'impression d'être ancré dans la réalité. Selon Craig, Poudlard devait ressembler aux établissements scolaires privés anglais. Il s'est donc d'abord intéressé aux grandes cathédrales anglaises, ainsi qu'aux deux écoles les plus anciennes d'Angleterre, répondant à un style gothique européen : les universités d'Oxford et de Cambridge, conscient qu'il existe dans la réalité très peu d'édifices aussi anciens que l'école décrite dans les romans.

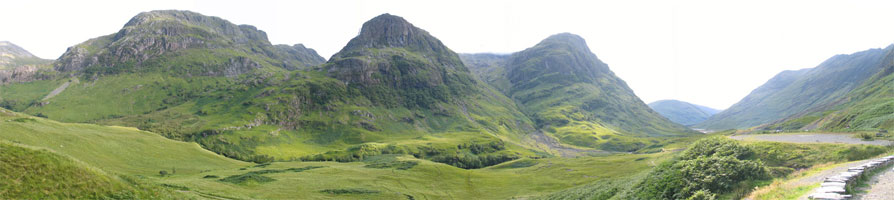
Collines de Glen Coe, en Écosse, servant de toile de fond pour Poudlard à partir du film Harry Potter et le Prisonnier d'Azkaban.

La production des premières adaptations de Harry Potter au cinéma a débuté alors que seuls les deux premiers romans étaient publiés.  Au fil des huit films Harry Potter, la silhouette de l'école et le paysage dans lequel il est implanté ont par conséquent évolué pour mieux correspondre aux besoins de l'histoire, parfois au détriment de la cohérence, comme le reconnaît Stuart Craig. L'équipe a dû déplacer certains lieux, comme en agrandir ou en supprimer d'autres. L'épisode le plus marquant au niveau du changement esthétique extérieur est probablement Harry Potter et le Prisonnier d'Azkaban, pour lequel l'équipe s'est notamment déplacée sur les collines de Glen Coe en Écosse selon la volonté de Craig et a ajouté à Poudlard de nombreux éléments comme une tour d'horloge avec sa cour, un pont couvert ou un cercle de pierres construit sur place, sur le chemin menant à la cabane de Hagrid. Celle-ci s'est également retrouvée plus éloignée du château.

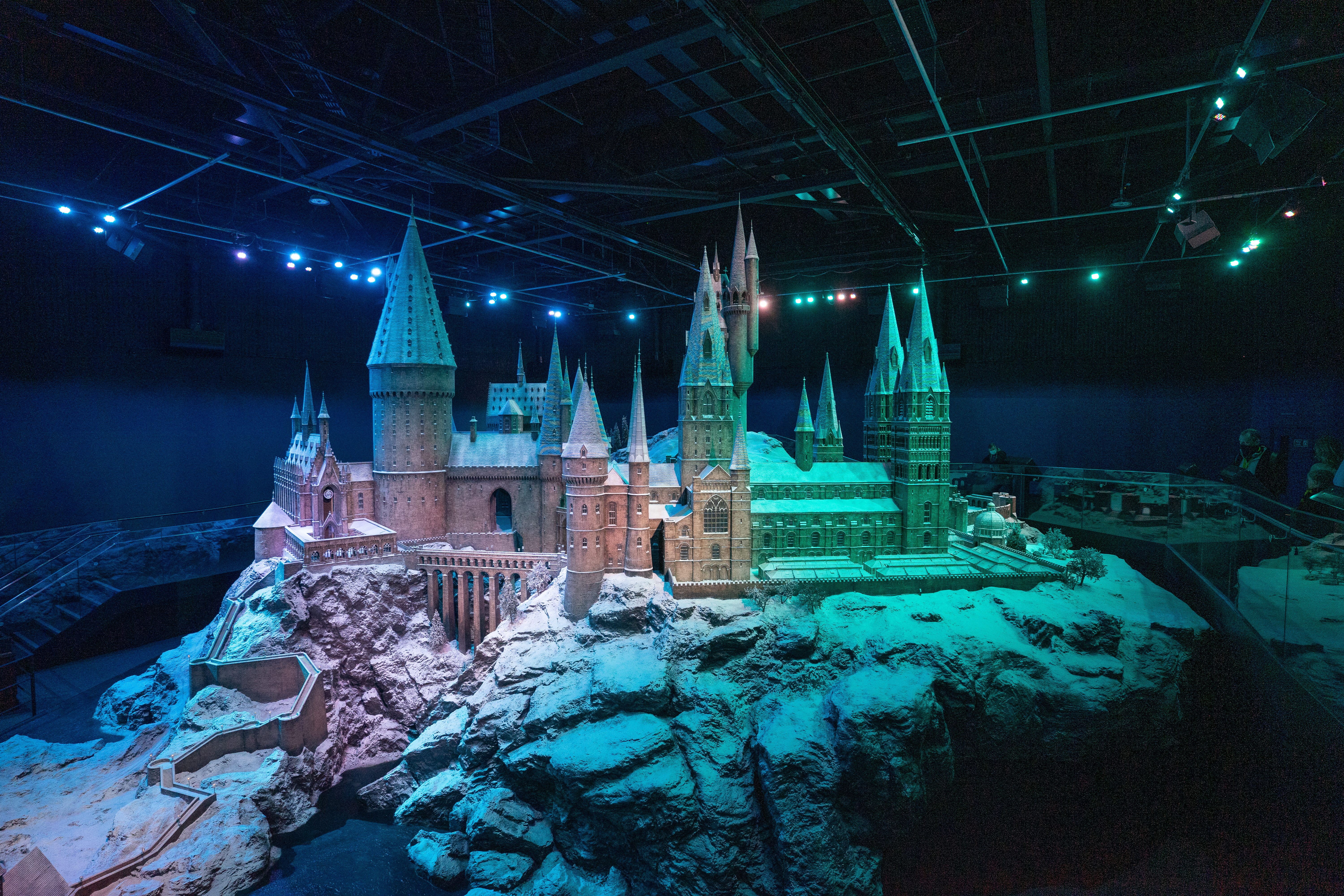
Maquette de Poudlard réalisée aux studios Harry Potter.

Le château d'Alnwick et la cathédrale de Gloucester ont été choisis comme lieux de tournage pour certaines scènes du premier film Harry Potter. Les promenades dans les couloirs, la cour de métamorphose et certaines salles de classe ont été filmées dans la cathédrale de Durham,, ainsi qu'à l'abbaye de Lacock pour les scènes des Animaux fantastiques. Certains décors ont également été conçus aux studios Leavesden à Londres, comme certaines pièces intérieures : la Grande salle ou la salle commune de Gryffondor. Pour les vues d'ensemble du château, en particulier lorsque Poudlard est aperçu pour la première fois (dans la scène de l’arrivée en barques du premier film), le bâtiment a été totalement recréé de façon numérique, à partir d'une grande maquette très détaillée d'environ 25 m de large, réalisée en studio,.